# Scara timpului geologic

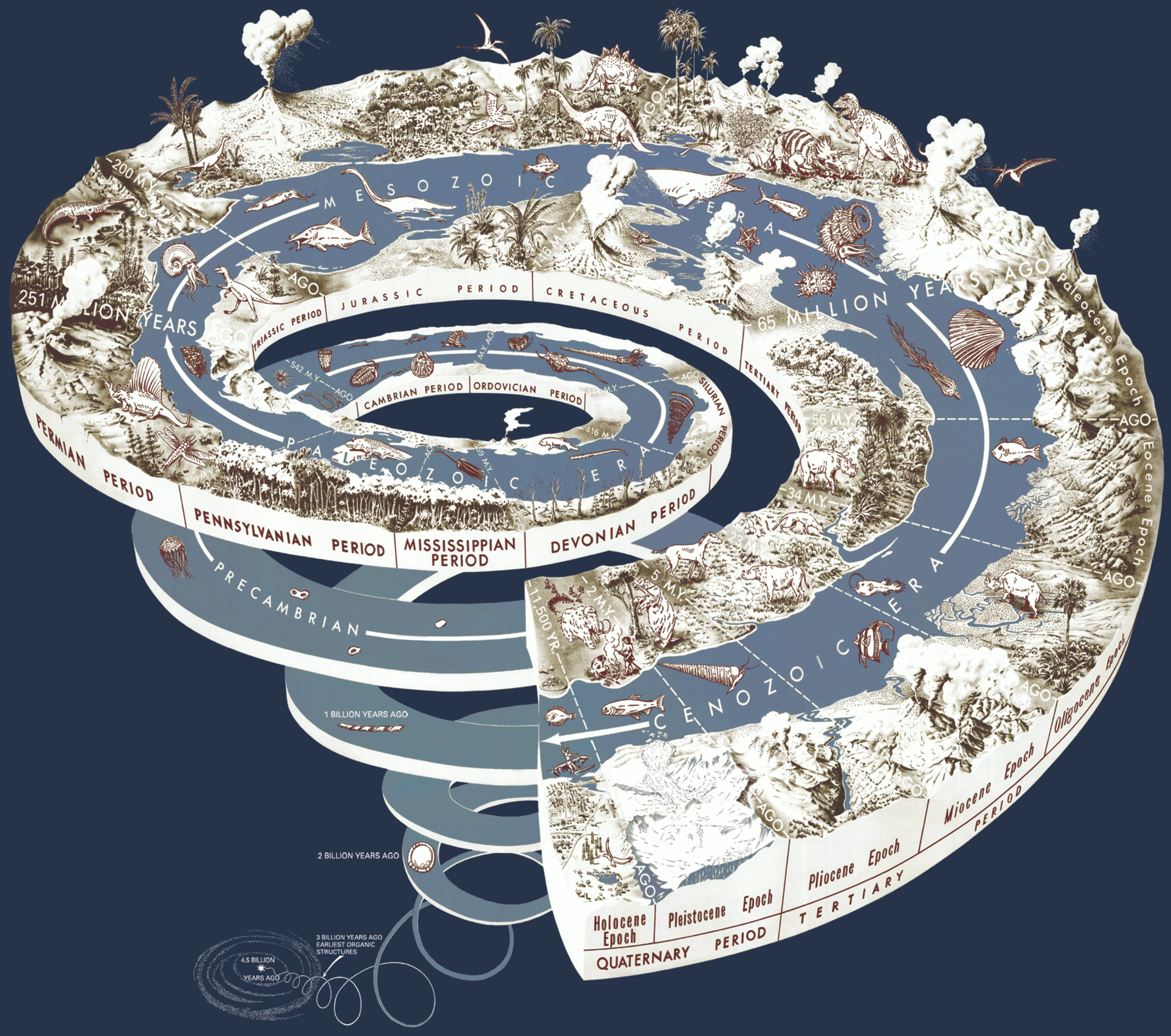
Diagrama scării timpului geologic.

Scara timpului geologic (GTS, engleză Geologic time scale) (denumită și Scara geocronologică) este un sistem de clasificare cronologică utilizat în special de geologi, dar și de paleontologi și alți oameni de știință, pentru datarea evenimentelor survenite pe parcursul istoriei Pământului. Ea stabilește diviziuni și subdiviziuni ale rocilor în funcție de vârsta lor relativă și de timpul absolut petrecut de la formarea Pământului până în prezent, în două dimensiuni: stratigrafie (suprapunere de roci) și cronologie (în timp).
Aceste diviziuni se bazează în principal pe schimbările faunei observabile în înregistrarea fosilelor și au putut fi datate cu o anumită precizie prin metode radiometrice. Scara compilează și unifică rezultatele lucrărilor asupra geologiei istorice efectuate de-a lungul mai multor secole de naturaliști, geologi, paleontologi și mulți alți specialiști. Din anul 1974 elaborarea formală a scalei este efectuată de către Comisia Internațională de Stratigrafie a Uniunii Internaționale de Științe Geologice iar modificările, după mai mulți ani de studii și deliberări în  subcomitetele specifice, trebuie să fie ratificat în congrese mondiale.
Deși originea sa datează din secolul al XVIII-lea, ea preia o formă de datare precizată în 1913, când Arthur Holmes, recunoscut astăzi ca fiind părintele scalei timpului geologic, a publicat-o prima dată. 

## Tabelul scării timpului geologic
Următorul tabel rezumă evenimentele majore și caracteristicile perioadei de timp care formează scala timpului geologic. Perioadele geologice cele mai recente apar în partea  sus a tabelului, iar în partea de jos cele mei vechi. Înălțimea fiecărei intrări în tabel nu corespunde cu durata fiecărei subdiviziuni de timp.
Conținutul tabelului se bazează pe actuala scală geologică oficială a Comisiei Internaționale de Stratigrafie.
| Supereon    | Eon         | Eră                                      | Perioadă | Epocă | Vârstă | Evenimente majore | Start, milioane de ani în urmă |
| ----------- | ----------- | ---------------------------------------- | --- | --- | --- | --- | ------------------------------ |
| n/a         | Fanerozoic  | Cenozoic                                 | Cuaternar | Holocen | | Epoca de gheață cuaternară se retrage și începe actuala perioadă interglaciară. Sahara se formează din savană. Nașterea civilizației umane, începutul agriculturii. Culturile din Epoca de piatră, Epoca bronzului (3300 î.Hr.) și Epoca fierului (1200 î.Hr.), dau naștere la numeroase culturi preistorice în întreaga lume. Mica eră glaciară produce o răcire scurtă în emisfera nordică între 1400 și 1850. În urma Revoluției industriale, nivelurile atmosferice de CO2 cresc de la aproximativ 280 de părți per milion volum (ppmv) la nivelul actual de 400 ppmv. | 0.0117                         |
| n/a         | Fanerozoic  | Cenozoic                                 | Cuaternar | Pleistocen | Târziu | Înflorirea și apoi dispariția megafaunei pleistocene. Evoluția oamenilor moderni. Epoca de gheață cuaternară continuă cu glaciații și perioade interglaciare. Nivelul de CO2 din atmosferă fluctuează de la 100 la 300 ppmv. Ultimul maxim glacial (acum 30000 de ani), ultima perioadă glaciară (acum 18000-15000 de ani). Supervulcanul Lacul Toba erupe acum 75.000 de ani în urmă, provocând o iarnă vulcanică care e posibil să fi împins omenirea la un pas de dispariție. Pleistocenul se termină cu evenimente climaterice reci care formează granița cu Holocenul. | 0.126                          |
| n/a         | Fanerozoic  | Cenozoic                                 | Cuaternar | Pleistocen | de Mijloc (fost Ionian) | Înflorirea și apoi dispariția megafaunei pleistocene. Evoluția oamenilor moderni. Epoca de gheață cuaternară continuă cu glaciații și perioade interglaciare. Nivelul de CO2 din atmosferă fluctuează de la 100 la 300 ppmv. Ultimul maxim glacial (acum 30000 de ani), ultima perioadă glaciară (acum 18000-15000 de ani). Supervulcanul Lacul Toba erupe acum 75.000 de ani în urmă, provocând o iarnă vulcanică care e posibil să fi împins omenirea la un pas de dispariție. Pleistocenul se termină cu evenimente climaterice reci care formează granița cu Holocenul. | 0.781                          |
| n/a         | Fanerozoic  | Cenozoic                                 | Cuaternar | Pleistocen | Calabrian | Înflorirea și apoi dispariția megafaunei pleistocene. Evoluția oamenilor moderni. Epoca de gheață cuaternară continuă cu glaciații și perioade interglaciare. Nivelul de CO2 din atmosferă fluctuează de la 100 la 300 ppmv. Ultimul maxim glacial (acum 30000 de ani), ultima perioadă glaciară (acum 18000-15000 de ani). Supervulcanul Lacul Toba erupe acum 75.000 de ani în urmă, provocând o iarnă vulcanică care e posibil să fi împins omenirea la un pas de dispariție. Pleistocenul se termină cu evenimente climaterice reci care formează granița cu Holocenul. | 1.8*                           |
| n/a         | Fanerozoic  | Cenozoic                                 | Cuaternar | Pleistocen | Gelasian | Înflorirea și apoi dispariția megafaunei pleistocene. Evoluția oamenilor moderni. Epoca de gheață cuaternară continuă cu glaciații și perioade interglaciare. Nivelul de CO2 din atmosferă fluctuează de la 100 la 300 ppmv. Ultimul maxim glacial (acum 30000 de ani), ultima perioadă glaciară (acum 18000-15000 de ani). Supervulcanul Lacul Toba erupe acum 75.000 de ani în urmă, provocând o iarnă vulcanică care e posibil să fi împins omenirea la un pas de dispariție. Pleistocenul se termină cu evenimente climaterice reci care formează granița cu Holocenul. | 2.588*                         |
| n/a         | Fanerozoic  | Cenozoic                                 | Neogen | Pliocen | Piacenzian | Intensificarea condițiilor de gheață existente, începe epoca de gheață cuaternară acum aproximativ 2,58 milioane de ani în urmă; climă rece și uscată. Apar Australopithecinele, multe dintre genurile existente de mamifere și moluște recente. Apare Homo habilis. | 3.6*                           |
| n/a         | Fanerozoic  | Cenozoic                                 | Neogen | Pliocen | Zanclean | Intensificarea condițiilor de gheață existente, începe epoca de gheață cuaternară acum aproximativ 2,58 milioane de ani în urmă; climă rece și uscată. Apar Australopithecinele, multe dintre genurile existente de mamifere și moluște recente. Apare Homo habilis. | 5.333*                         |
| n/a         | Fanerozoic  | Cenozoic                                 | Neogen | Miocen | Messinian | Climat moderat punctat de perioade de gheață; Orogeneză în emisfera nordică. Familii de mamifere moderne și de păsări devin identificabile. Diverși cai și mastodonți. Iarba devine omniprezentă. Apar primele hominoidea. Orogeneza Kaikoura formează Alpii de Sud din Noua Zeelanda, care continuă și în prezent. Orogeneza Alpilor din Europa încetinește, dar continuă până în prezent. Orogeneza Carpațiană formează Munții Carpați în Europa Centrală și de Est. Orogeneza elenă în Grecia și Marea Egee încetinește, dar continuă până în prezent. Are loc Extincția din Miocenul de Mijloc. Pădurile se răspândesc încet folosind cantități imense de CO2, reducând astfel treptat nivelul de CO2 de la 650 ppmv la 100 ppmv. | 7.246*                         |
| n/a         | Fanerozoic  | Cenozoic                                 | Neogen | Miocen | Tortonian | Climat moderat punctat de perioade de gheață; Orogeneză în emisfera nordică. Familii de mamifere moderne și de păsări devin identificabile. Diverși cai și mastodonți. Iarba devine omniprezentă. Apar primele hominoidea. Orogeneza Kaikoura formează Alpii de Sud din Noua Zeelanda, care continuă și în prezent. Orogeneza Alpilor din Europa încetinește, dar continuă până în prezent. Orogeneza Carpațiană formează Munții Carpați în Europa Centrală și de Est. Orogeneza elenă în Grecia și Marea Egee încetinește, dar continuă până în prezent. Are loc Extincția din Miocenul de Mijloc. Pădurile se răspândesc încet folosind cantități imense de CO2, reducând astfel treptat nivelul de CO2 de la 650 ppmv la 100 ppmv. | 11.62*                         |
| n/a         | Fanerozoic  | Cenozoic                                 | Neogen | Miocen | Serravallian | Climat moderat punctat de perioade de gheață; Orogeneză în emisfera nordică. Familii de mamifere moderne și de păsări devin identificabile. Diverși cai și mastodonți. Iarba devine omniprezentă. Apar primele hominoidea. Orogeneza Kaikoura formează Alpii de Sud din Noua Zeelanda, care continuă și în prezent. Orogeneza Alpilor din Europa încetinește, dar continuă până în prezent. Orogeneza Carpațiană formează Munții Carpați în Europa Centrală și de Est. Orogeneza elenă în Grecia și Marea Egee încetinește, dar continuă până în prezent. Are loc Extincția din Miocenul de Mijloc. Pădurile se răspândesc încet folosind cantități imense de CO2, reducând astfel treptat nivelul de CO2 de la 650 ppmv la 100 ppmv. | 13.82*                         |
| n/a         | Fanerozoic  | Cenozoic                                 | Neogen | Miocen | Langhian | Climat moderat punctat de perioade de gheață; Orogeneză în emisfera nordică. Familii de mamifere moderne și de păsări devin identificabile. Diverși cai și mastodonți. Iarba devine omniprezentă. Apar primele hominoidea. Orogeneza Kaikoura formează Alpii de Sud din Noua Zeelanda, care continuă și în prezent. Orogeneza Alpilor din Europa încetinește, dar continuă până în prezent. Orogeneza Carpațiană formează Munții Carpați în Europa Centrală și de Est. Orogeneza elenă în Grecia și Marea Egee încetinește, dar continuă până în prezent. Are loc Extincția din Miocenul de Mijloc. Pădurile se răspândesc încet folosind cantități imense de CO2, reducând astfel treptat nivelul de CO2 de la 650 ppmv la 100 ppmv. | 15.97                          |
| n/a         | Fanerozoic  | Cenozoic                                 | Neogen | Miocen | Burdigalian | Climat moderat punctat de perioade de gheață; Orogeneză în emisfera nordică. Familii de mamifere moderne și de păsări devin identificabile. Diverși cai și mastodonți. Iarba devine omniprezentă. Apar primele hominoidea. Orogeneza Kaikoura formează Alpii de Sud din Noua Zeelanda, care continuă și în prezent. Orogeneza Alpilor din Europa încetinește, dar continuă până în prezent. Orogeneza Carpațiană formează Munții Carpați în Europa Centrală și de Est. Orogeneza elenă în Grecia și Marea Egee încetinește, dar continuă până în prezent. Are loc Extincția din Miocenul de Mijloc. Pădurile se răspândesc încet folosind cantități imense de CO2, reducând astfel treptat nivelul de CO2 de la 650 ppmv la 100 ppmv. | 20.44                          |
| n/a         | Fanerozoic  | Cenozoic                                 | Neogen | Miocen | Aquitanian | Climat moderat punctat de perioade de gheață; Orogeneză în emisfera nordică. Familii de mamifere moderne și de păsări devin identificabile. Diverși cai și mastodonți. Iarba devine omniprezentă. Apar primele hominoidea. Orogeneza Kaikoura formează Alpii de Sud din Noua Zeelanda, care continuă și în prezent. Orogeneza Alpilor din Europa încetinește, dar continuă până în prezent. Orogeneza Carpațiană formează Munții Carpați în Europa Centrală și de Est. Orogeneza elenă în Grecia și Marea Egee încetinește, dar continuă până în prezent. Are loc Extincția din Miocenul de Mijloc. Pădurile se răspândesc încet folosind cantități imense de CO2, reducând astfel treptat nivelul de CO2 de la 650 ppmv la 100 ppmv. | 23.03*                         |
| n/a         | Fanerozoic  | Cenozoic                                 | Paleogen | Oligocen | Chattian | Evoluția rapidă și diversificarea faunei, și în special a mamiferelor. Evoluția majoră și dispersarea tipurilor moderne de plante cu flori. | 28.1                           |
| n/a         | Fanerozoic  | Cenozoic                                 | Paleogen | Oligocen | Rupelian | Evoluția rapidă și diversificarea faunei, și în special a mamiferelor. Evoluția majoră și dispersarea tipurilor moderne de plante cu flori. | 33.9*                          |
| n/a         | Fanerozoic  | Cenozoic                                 | Paleogen | Eocen | Priabonian | Climă moderată, răcire. Mamiferele arhaice (de exemplu, Creodonta, Condylarth, Uintatheriidae, etc.) prosperă și continuă să se dezvolte în timpul epocii. Apariția mai multor familii de mamifere "moderne". Balenele primitive se diversifică. Înghețarea Antarcticii și formarea calotei glaciare; Evenimentul Azolla declanșează o glaciație. Dezintegrarea algelor pe fundul mărilor duce la scăderea masivă a dioxidului de carbon din atmosferă de la 3900 ppmv la 650 ppmv. Sfârșitul orogenezelor Laramide și Sevier care au format Munții Stâncoși din America de Nord. Începe orogeneza Alpilor din Europa. Începe orogeneza elenă în Grecia și Marea Egee. | 38                             |
| n/a         | Fanerozoic  | Cenozoic                                 | Paleogen | Eocen | Bartonian | Climă moderată, răcire. Mamiferele arhaice (de exemplu, Creodonta, Condylarth, Uintatheriidae, etc.) prosperă și continuă să se dezvolte în timpul epocii. Apariția mai multor familii de mamifere "moderne". Balenele primitive se diversifică. Înghețarea Antarcticii și formarea calotei glaciare; Evenimentul Azolla declanșează o glaciație. Dezintegrarea algelor pe fundul mărilor duce la scăderea masivă a dioxidului de carbon din atmosferă de la 3900 ppmv la 650 ppmv. Sfârșitul orogenezelor Laramide și Sevier care au format Munții Stâncoși din America de Nord. Începe orogeneza Alpilor din Europa. Începe orogeneza elenă în Grecia și Marea Egee. | 41.3                           |
| n/a         | Fanerozoic  | Cenozoic                                 | Paleogen | Eocen | Lutetian | Climă moderată, răcire. Mamiferele arhaice (de exemplu, Creodonta, Condylarth, Uintatheriidae, etc.) prosperă și continuă să se dezvolte în timpul epocii. Apariția mai multor familii de mamifere "moderne". Balenele primitive se diversifică. Înghețarea Antarcticii și formarea calotei glaciare; Evenimentul Azolla declanșează o glaciație. Dezintegrarea algelor pe fundul mărilor duce la scăderea masivă a dioxidului de carbon din atmosferă de la 3900 ppmv la 650 ppmv. Sfârșitul orogenezelor Laramide și Sevier care au format Munții Stâncoși din America de Nord. Începe orogeneza Alpilor din Europa. Începe orogeneza elenă în Grecia și Marea Egee. | 47.8*                          |
| n/a         | Fanerozoic  | Cenozoic                                 | Paleogen | Eocen | Ypresian | Climă moderată, răcire. Mamiferele arhaice (de exemplu, Creodonta, Condylarth, Uintatheriidae, etc.) prosperă și continuă să se dezvolte în timpul epocii. Apariția mai multor familii de mamifere "moderne". Balenele primitive se diversifică. Înghețarea Antarcticii și formarea calotei glaciare; Evenimentul Azolla declanșează o glaciație. Dezintegrarea algelor pe fundul mărilor duce la scăderea masivă a dioxidului de carbon din atmosferă de la 3900 ppmv la 650 ppmv. Sfârșitul orogenezelor Laramide și Sevier care au format Munții Stâncoși din America de Nord. Începe orogeneza Alpilor din Europa. Începe orogeneza elenă în Grecia și Marea Egee. | 56*                            |
| n/a         | Fanerozoic  | Cenozoic                                 | Paleogen | Paleocen | Thanetian | Climă tropicală. Apar plantele moderne; Mamiferele se diversifică după dispariția dinozaurilor non-aviari. Apar primele mamifere mari (până la mărimea ursului sau a hipopotamului mic). Începe Orogeneza Alpină în Europa și Asia. Subcontinentul indian se ciocnește cu Asia acum 55 milioane de ani în urmă, Orogeneza Himalaya începe în intervalul 52-48 milioane de ani în urmă. | 59.2*                          |
| n/a         | Fanerozoic  | Cenozoic                                 | Paleogen | Paleocen | Selandian | Climă tropicală. Apar plantele moderne; Mamiferele se diversifică după dispariția dinozaurilor non-aviari. Apar primele mamifere mari (până la mărimea ursului sau a hipopotamului mic). Începe Orogeneza Alpină în Europa și Asia. Subcontinentul indian se ciocnește cu Asia acum 55 milioane de ani în urmă, Orogeneza Himalaya începe în intervalul 52-48 milioane de ani în urmă. | 61.6*                          |
| n/a         | Fanerozoic  | Cenozoic                                 | Paleogen | Paleocen | Danian | Climă tropicală. Apar plantele moderne; Mamiferele se diversifică după dispariția dinozaurilor non-aviari. Apar primele mamifere mari (până la mărimea ursului sau a hipopotamului mic). Începe Orogeneza Alpină în Europa și Asia. Subcontinentul indian se ciocnește cu Asia acum 55 milioane de ani în urmă, Orogeneza Himalaya începe în intervalul 52-48 milioane de ani în urmă. | 66*                            |
| n/a         | Fanerozoic  | Mezozoic                                 | Cretacic | Târziu | Maastrichtian | Plantele cu flori proliferează, împreună cu noi tipuri de insecte. Încep să apară mai mulți pești teleosteeni moderni. Ammonoidea, belemnoidea, bivalve, echinoide și spongieri devin obișnuite. Mai multe tipuri noi de dinozauri (de ex. Tyrannosauridae, Titanosauridae, Hadrosauridae și dinozauri cu coarne) se dezvoltă pe uscat, la fel ca și Eusuchia (crocodilii moderni); în mări apar Mosasauridae și rechinii moderni. Păsările primitive înlocuiesc treptat Pterozaurii. Apar mamiferele monotreme, marsupiale și eutheria. Despărțirea supercontinentului Gondwana. Începutul Orogenezelor Laramide și Sevier din Munții Stâncoși. CO2 din atmosferă este apropiat de nivelurile actuale. | 72.1 ± 0.2*                    |
| n/a         | Fanerozoic  | Mezozoic                                 | Cretacic | Târziu | Campanian | Plantele cu flori proliferează, împreună cu noi tipuri de insecte. Încep să apară mai mulți pești teleosteeni moderni. Ammonoidea, belemnoidea, bivalve, echinoide și spongieri devin obișnuite. Mai multe tipuri noi de dinozauri (de ex. Tyrannosauridae, Titanosauridae, Hadrosauridae și dinozauri cu coarne) se dezvoltă pe uscat, la fel ca și Eusuchia (crocodilii moderni); în mări apar Mosasauridae și rechinii moderni. Păsările primitive înlocuiesc treptat Pterozaurii. Apar mamiferele monotreme, marsupiale și eutheria. Despărțirea supercontinentului Gondwana. Începutul Orogenezelor Laramide și Sevier din Munții Stâncoși. CO2 din atmosferă este apropiat de nivelurile actuale. | 83.6 ± 0.2                     |
| n/a         | Fanerozoic  | Mezozoic                                 | Cretacic | Târziu | Santonian | Plantele cu flori proliferează, împreună cu noi tipuri de insecte. Încep să apară mai mulți pești teleosteeni moderni. Ammonoidea, belemnoidea, bivalve, echinoide și spongieri devin obișnuite. Mai multe tipuri noi de dinozauri (de ex. Tyrannosauridae, Titanosauridae, Hadrosauridae și dinozauri cu coarne) se dezvoltă pe uscat, la fel ca și Eusuchia (crocodilii moderni); în mări apar Mosasauridae și rechinii moderni. Păsările primitive înlocuiesc treptat Pterozaurii. Apar mamiferele monotreme, marsupiale și eutheria. Despărțirea supercontinentului Gondwana. Începutul Orogenezelor Laramide și Sevier din Munții Stâncoși. CO2 din atmosferă este apropiat de nivelurile actuale. | 86.3 ± 0.5*                    |
| n/a         | Fanerozoic  | Mezozoic                                 | Cretacic | Târziu | Coniacian | Plantele cu flori proliferează, împreună cu noi tipuri de insecte. Încep să apară mai mulți pești teleosteeni moderni. Ammonoidea, belemnoidea, bivalve, echinoide și spongieri devin obișnuite. Mai multe tipuri noi de dinozauri (de ex. Tyrannosauridae, Titanosauridae, Hadrosauridae și dinozauri cu coarne) se dezvoltă pe uscat, la fel ca și Eusuchia (crocodilii moderni); în mări apar Mosasauridae și rechinii moderni. Păsările primitive înlocuiesc treptat Pterozaurii. Apar mamiferele monotreme, marsupiale și eutheria. Despărțirea supercontinentului Gondwana. Începutul Orogenezelor Laramide și Sevier din Munții Stâncoși. CO2 din atmosferă este apropiat de nivelurile actuale. | 89.8 ± 0.3                     |
| n/a         | Fanerozoic  | Mezozoic                                 | Cretacic | Târziu | Turonian | Plantele cu flori proliferează, împreună cu noi tipuri de insecte. Încep să apară mai mulți pești teleosteeni moderni. Ammonoidea, belemnoidea, bivalve, echinoide și spongieri devin obișnuite. Mai multe tipuri noi de dinozauri (de ex. Tyrannosauridae, Titanosauridae, Hadrosauridae și dinozauri cu coarne) se dezvoltă pe uscat, la fel ca și Eusuchia (crocodilii moderni); în mări apar Mosasauridae și rechinii moderni. Păsările primitive înlocuiesc treptat Pterozaurii. Apar mamiferele monotreme, marsupiale și eutheria. Despărțirea supercontinentului Gondwana. Începutul Orogenezelor Laramide și Sevier din Munții Stâncoși. CO2 din atmosferă este apropiat de nivelurile actuale. | 93.9*                          |
| n/a         | Fanerozoic  | Mezozoic                                 | Cretacic | Târziu | Cenomanian | Plantele cu flori proliferează, împreună cu noi tipuri de insecte. Încep să apară mai mulți pești teleosteeni moderni. Ammonoidea, belemnoidea, bivalve, echinoide și spongieri devin obișnuite. Mai multe tipuri noi de dinozauri (de ex. Tyrannosauridae, Titanosauridae, Hadrosauridae și dinozauri cu coarne) se dezvoltă pe uscat, la fel ca și Eusuchia (crocodilii moderni); în mări apar Mosasauridae și rechinii moderni. Păsările primitive înlocuiesc treptat Pterozaurii. Apar mamiferele monotreme, marsupiale și eutheria. Despărțirea supercontinentului Gondwana. Începutul Orogenezelor Laramide și Sevier din Munții Stâncoși. CO2 din atmosferă este apropiat de nivelurile actuale. | 100.5*                         |
| n/a         | Fanerozoic  | Mezozoic                                 | Cretacic | Timpuriu | Albian | Plantele cu flori proliferează, împreună cu noi tipuri de insecte. Încep să apară mai mulți pești teleosteeni moderni. Ammonoidea, belemnoidea, bivalve, echinoide și spongieri devin obișnuite. Mai multe tipuri noi de dinozauri (de ex. Tyrannosauridae, Titanosauridae, Hadrosauridae și dinozauri cu coarne) se dezvoltă pe uscat, la fel ca și Eusuchia (crocodilii moderni); în mări apar Mosasauridae și rechinii moderni. Păsările primitive înlocuiesc treptat Pterozaurii. Apar mamiferele monotreme, marsupiale și eutheria. Despărțirea supercontinentului Gondwana. Începutul Orogenezelor Laramide și Sevier din Munții Stâncoși. CO2 din atmosferă este apropiat de nivelurile actuale. | ~113                           |
| n/a         | Fanerozoic  | Mezozoic                                 | Cretacic | Timpuriu | Aptian | Plantele cu flori proliferează, împreună cu noi tipuri de insecte. Încep să apară mai mulți pești teleosteeni moderni. Ammonoidea, belemnoidea, bivalve, echinoide și spongieri devin obișnuite. Mai multe tipuri noi de dinozauri (de ex. Tyrannosauridae, Titanosauridae, Hadrosauridae și dinozauri cu coarne) se dezvoltă pe uscat, la fel ca și Eusuchia (crocodilii moderni); în mări apar Mosasauridae și rechinii moderni. Păsările primitive înlocuiesc treptat Pterozaurii. Apar mamiferele monotreme, marsupiale și eutheria. Despărțirea supercontinentului Gondwana. Începutul Orogenezelor Laramide și Sevier din Munții Stâncoși. CO2 din atmosferă este apropiat de nivelurile actuale. | ~125                           |
| n/a         | Fanerozoic  | Mezozoic                                 | Cretacic | Timpuriu | Barremian | Plantele cu flori proliferează, împreună cu noi tipuri de insecte. Încep să apară mai mulți pești teleosteeni moderni. Ammonoidea, belemnoidea, bivalve, echinoide și spongieri devin obișnuite. Mai multe tipuri noi de dinozauri (de ex. Tyrannosauridae, Titanosauridae, Hadrosauridae și dinozauri cu coarne) se dezvoltă pe uscat, la fel ca și Eusuchia (crocodilii moderni); în mări apar Mosasauridae și rechinii moderni. Păsările primitive înlocuiesc treptat Pterozaurii. Apar mamiferele monotreme, marsupiale și eutheria. Despărțirea supercontinentului Gondwana. Începutul Orogenezelor Laramide și Sevier din Munții Stâncoși. CO2 din atmosferă este apropiat de nivelurile actuale. | ~129.4                         |
| n/a         | Fanerozoic  | Mezozoic                                 | Cretacic | Timpuriu | Hauterivian | Plantele cu flori proliferează, împreună cu noi tipuri de insecte. Încep să apară mai mulți pești teleosteeni moderni. Ammonoidea, belemnoidea, bivalve, echinoide și spongieri devin obișnuite. Mai multe tipuri noi de dinozauri (de ex. Tyrannosauridae, Titanosauridae, Hadrosauridae și dinozauri cu coarne) se dezvoltă pe uscat, la fel ca și Eusuchia (crocodilii moderni); în mări apar Mosasauridae și rechinii moderni. Păsările primitive înlocuiesc treptat Pterozaurii. Apar mamiferele monotreme, marsupiale și eutheria. Despărțirea supercontinentului Gondwana. Începutul Orogenezelor Laramide și Sevier din Munții Stâncoși. CO2 din atmosferă este apropiat de nivelurile actuale. | ~132.8                         |
| n/a         | Fanerozoic  | Mezozoic                                 | Cretacic | Timpuriu | Valanginian | Plantele cu flori proliferează, împreună cu noi tipuri de insecte. Încep să apară mai mulți pești teleosteeni moderni. Ammonoidea, belemnoidea, bivalve, echinoide și spongieri devin obișnuite. Mai multe tipuri noi de dinozauri (de ex. Tyrannosauridae, Titanosauridae, Hadrosauridae și dinozauri cu coarne) se dezvoltă pe uscat, la fel ca și Eusuchia (crocodilii moderni); în mări apar Mosasauridae și rechinii moderni. Păsările primitive înlocuiesc treptat Pterozaurii. Apar mamiferele monotreme, marsupiale și eutheria. Despărțirea supercontinentului Gondwana. Începutul Orogenezelor Laramide și Sevier din Munții Stâncoși. CO2 din atmosferă este apropiat de nivelurile actuale. | ~139.8                         |
| n/a         | Fanerozoic  | Mezozoic                                 | Cretacic | Timpuriu | Berriasian | Plantele cu flori proliferează, împreună cu noi tipuri de insecte. Încep să apară mai mulți pești teleosteeni moderni. Ammonoidea, belemnoidea, bivalve, echinoide și spongieri devin obișnuite. Mai multe tipuri noi de dinozauri (de ex. Tyrannosauridae, Titanosauridae, Hadrosauridae și dinozauri cu coarne) se dezvoltă pe uscat, la fel ca și Eusuchia (crocodilii moderni); în mări apar Mosasauridae și rechinii moderni. Păsările primitive înlocuiesc treptat Pterozaurii. Apar mamiferele monotreme, marsupiale și eutheria. Despărțirea supercontinentului Gondwana. Începutul Orogenezelor Laramide și Sevier din Munții Stâncoși. CO2 din atmosferă este apropiat de nivelurile actuale. | ~145                           |
| n/a         | Fanerozoic  | Mezozoic                                 | Jurasic | Târziu | Tithonian | Gimnospermele (în special coniferele, bennettitales și cycadophyta sunt comune. Multe tipuri de dinozauri, cum ar fi sauropodele, carnosauria și stegosauria. Mamiferele sunt comune însă au dimensiuni mici. Primele păsări cu pene și șopârle. Diverși ihtiozauri și plesiosauri. Abundă bivalve, ammonoidea și belemnoidea. Echinoidele sunt foarte comune, împreună cu crinoidele, stelele de mare, bureții, terebratulida, rhynchonellida și brachiopoda. Despărțire supercontinentului Pangaea în Gondwana și Laurasia. Se încheie Orogenezele Rangitata și Cimmerian. CO2 din atmosferă este de 1200–1500 ppmv, comparativ cu nivelul din zilele noastre de 400 ppmv. | 152.1 ± 0.9                    |
| n/a         | Fanerozoic  | Mezozoic                                 | Jurasic | Târziu | Kimmeridgian | Gimnospermele (în special coniferele, bennettitales și cycadophyta sunt comune. Multe tipuri de dinozauri, cum ar fi sauropodele, carnosauria și stegosauria. Mamiferele sunt comune însă au dimensiuni mici. Primele păsări cu pene și șopârle. Diverși ihtiozauri și plesiosauri. Abundă bivalve, ammonoidea și belemnoidea. Echinoidele sunt foarte comune, împreună cu crinoidele, stelele de mare, bureții, terebratulida, rhynchonellida și brachiopoda. Despărțire supercontinentului Pangaea în Gondwana și Laurasia. Se încheie Orogenezele Rangitata și Cimmerian. CO2 din atmosferă este de 1200–1500 ppmv, comparativ cu nivelul din zilele noastre de 400 ppmv. | 157.3 ± 1.0                    |
| n/a         | Fanerozoic  | Mezozoic                                 | Jurasic | Târziu | Oxfordian | Gimnospermele (în special coniferele, bennettitales și cycadophyta sunt comune. Multe tipuri de dinozauri, cum ar fi sauropodele, carnosauria și stegosauria. Mamiferele sunt comune însă au dimensiuni mici. Primele păsări cu pene și șopârle. Diverși ihtiozauri și plesiosauri. Abundă bivalve, ammonoidea și belemnoidea. Echinoidele sunt foarte comune, împreună cu crinoidele, stelele de mare, bureții, terebratulida, rhynchonellida și brachiopoda. Despărțire supercontinentului Pangaea în Gondwana și Laurasia. Se încheie Orogenezele Rangitata și Cimmerian. CO2 din atmosferă este de 1200–1500 ppmv, comparativ cu nivelul din zilele noastre de 400 ppmv. | 163.5 ± 1.0                    |
| n/a         | Fanerozoic  | Mezozoic                                 | Jurasic | Mijlociu | Callovian | Gimnospermele (în special coniferele, bennettitales și cycadophyta sunt comune. Multe tipuri de dinozauri, cum ar fi sauropodele, carnosauria și stegosauria. Mamiferele sunt comune însă au dimensiuni mici. Primele păsări cu pene și șopârle. Diverși ihtiozauri și plesiosauri. Abundă bivalve, ammonoidea și belemnoidea. Echinoidele sunt foarte comune, împreună cu crinoidele, stelele de mare, bureții, terebratulida, rhynchonellida și brachiopoda. Despărțire supercontinentului Pangaea în Gondwana și Laurasia. Se încheie Orogenezele Rangitata și Cimmerian. CO2 din atmosferă este de 1200–1500 ppmv, comparativ cu nivelul din zilele noastre de 400 ppmv. | 166.1 ± 1.2                    |
| n/a         | Fanerozoic  | Mezozoic                                 | Jurasic | Mijlociu | Bathonian | Gimnospermele (în special coniferele, bennettitales și cycadophyta sunt comune. Multe tipuri de dinozauri, cum ar fi sauropodele, carnosauria și stegosauria. Mamiferele sunt comune însă au dimensiuni mici. Primele păsări cu pene și șopârle. Diverși ihtiozauri și plesiosauri. Abundă bivalve, ammonoidea și belemnoidea. Echinoidele sunt foarte comune, împreună cu crinoidele, stelele de mare, bureții, terebratulida, rhynchonellida și brachiopoda. Despărțire supercontinentului Pangaea în Gondwana și Laurasia. Se încheie Orogenezele Rangitata și Cimmerian. CO2 din atmosferă este de 1200–1500 ppmv, comparativ cu nivelul din zilele noastre de 400 ppmv. | 168.3 ± 1.3*                   |
| n/a         | Fanerozoic  | Mezozoic                                 | Jurasic | Mijlociu | Bajocian | Gimnospermele (în special coniferele, bennettitales și cycadophyta sunt comune. Multe tipuri de dinozauri, cum ar fi sauropodele, carnosauria și stegosauria. Mamiferele sunt comune însă au dimensiuni mici. Primele păsări cu pene și șopârle. Diverși ihtiozauri și plesiosauri. Abundă bivalve, ammonoidea și belemnoidea. Echinoidele sunt foarte comune, împreună cu crinoidele, stelele de mare, bureții, terebratulida, rhynchonellida și brachiopoda. Despărțire supercontinentului Pangaea în Gondwana și Laurasia. Se încheie Orogenezele Rangitata și Cimmerian. CO2 din atmosferă este de 1200–1500 ppmv, comparativ cu nivelul din zilele noastre de 400 ppmv. | 170.3 ± 1.4*                   |
| n/a         | Fanerozoic  | Mezozoic                                 | Jurasic | Mijlociu | Aalenian | Gimnospermele (în special coniferele, bennettitales și cycadophyta sunt comune. Multe tipuri de dinozauri, cum ar fi sauropodele, carnosauria și stegosauria. Mamiferele sunt comune însă au dimensiuni mici. Primele păsări cu pene și șopârle. Diverși ihtiozauri și plesiosauri. Abundă bivalve, ammonoidea și belemnoidea. Echinoidele sunt foarte comune, împreună cu crinoidele, stelele de mare, bureții, terebratulida, rhynchonellida și brachiopoda. Despărțire supercontinentului Pangaea în Gondwana și Laurasia. Se încheie Orogenezele Rangitata și Cimmerian. CO2 din atmosferă este de 1200–1500 ppmv, comparativ cu nivelul din zilele noastre de 400 ppmv. | 174.1 ± 1.0*                   |
| n/a         | Fanerozoic  | Mezozoic                                 | Jurasic | Timpuriu | Toarcian | Gimnospermele (în special coniferele, bennettitales și cycadophyta sunt comune. Multe tipuri de dinozauri, cum ar fi sauropodele, carnosauria și stegosauria. Mamiferele sunt comune însă au dimensiuni mici. Primele păsări cu pene și șopârle. Diverși ihtiozauri și plesiosauri. Abundă bivalve, ammonoidea și belemnoidea. Echinoidele sunt foarte comune, împreună cu crinoidele, stelele de mare, bureții, terebratulida, rhynchonellida și brachiopoda. Despărțire supercontinentului Pangaea în Gondwana și Laurasia. Se încheie Orogenezele Rangitata și Cimmerian. CO2 din atmosferă este de 1200–1500 ppmv, comparativ cu nivelul din zilele noastre de 400 ppmv. | 182.7 ± 0.7*                   |
| n/a         | Fanerozoic  | Mezozoic                                 | Jurasic | Timpuriu | Pliensbachian | Gimnospermele (în special coniferele, bennettitales și cycadophyta sunt comune. Multe tipuri de dinozauri, cum ar fi sauropodele, carnosauria și stegosauria. Mamiferele sunt comune însă au dimensiuni mici. Primele păsări cu pene și șopârle. Diverși ihtiozauri și plesiosauri. Abundă bivalve, ammonoidea și belemnoidea. Echinoidele sunt foarte comune, împreună cu crinoidele, stelele de mare, bureții, terebratulida, rhynchonellida și brachiopoda. Despărțire supercontinentului Pangaea în Gondwana și Laurasia. Se încheie Orogenezele Rangitata și Cimmerian. CO2 din atmosferă este de 1200–1500 ppmv, comparativ cu nivelul din zilele noastre de 400 ppmv. | 190.8 ± 1.0*                   |
| n/a         | Fanerozoic  | Mezozoic                                 | Jurasic | Timpuriu | Sinemurian | Gimnospermele (în special coniferele, bennettitales și cycadophyta sunt comune. Multe tipuri de dinozauri, cum ar fi sauropodele, carnosauria și stegosauria. Mamiferele sunt comune însă au dimensiuni mici. Primele păsări cu pene și șopârle. Diverși ihtiozauri și plesiosauri. Abundă bivalve, ammonoidea și belemnoidea. Echinoidele sunt foarte comune, împreună cu crinoidele, stelele de mare, bureții, terebratulida, rhynchonellida și brachiopoda. Despărțire supercontinentului Pangaea în Gondwana și Laurasia. Se încheie Orogenezele Rangitata și Cimmerian. CO2 din atmosferă este de 1200–1500 ppmv, comparativ cu nivelul din zilele noastre de 400 ppmv. | 199.3 ± 0.3*                   |
| n/a         | Fanerozoic  | Mezozoic                                 | Jurasic | Timpuriu | Hettangian | Gimnospermele (în special coniferele, bennettitales și cycadophyta sunt comune. Multe tipuri de dinozauri, cum ar fi sauropodele, carnosauria și stegosauria. Mamiferele sunt comune însă au dimensiuni mici. Primele păsări cu pene și șopârle. Diverși ihtiozauri și plesiosauri. Abundă bivalve, ammonoidea și belemnoidea. Echinoidele sunt foarte comune, împreună cu crinoidele, stelele de mare, bureții, terebratulida, rhynchonellida și brachiopoda. Despărțire supercontinentului Pangaea în Gondwana și Laurasia. Se încheie Orogenezele Rangitata și Cimmerian. CO2 din atmosferă este de 1200–1500 ppmv, comparativ cu nivelul din zilele noastre de 400 ppmv. | 201.3 ± 0.2*                   |
| n/a         | Fanerozoic  | Mezozoic                                 | Triasic | Târziu | Rhaetian | Pe uscat domină dinozaurii, în oceane ihtiozaurii și nothosaurii, iar în aer pterozaurii. Cynodonții devin mai mici și mai asemănătoare mamiferelor, în timp ce apar primele mamifere și crocodilii. Pe uscat e foarte comună flora dicroidium. Mulți amfibieni temnospondyli. Ammonoidea este extrem de comună. Apar coralii moderni și peștii teleosteeni, precum și multe insecte moderne. Orogeneza Anzilor Cordilieri în America de Sud. Orogneza Cimmerian în Asia. Începe Orogeneza Rangitata în Noua Zeelandă. Se sfârșesc orogenezele din nordul Australiei și din Noul Wales de Sud (c.260–225 milioane de ani în urmă) | ~208.5                         |
| n/a         | Fanerozoic  | Mezozoic                                 | Triasic | Târziu | Norian | Pe uscat domină dinozaurii, în oceane ihtiozaurii și nothosaurii, iar în aer pterozaurii. Cynodonții devin mai mici și mai asemănătoare mamiferelor, în timp ce apar primele mamifere și crocodilii. Pe uscat e foarte comună flora dicroidium. Mulți amfibieni temnospondyli. Ammonoidea este extrem de comună. Apar coralii moderni și peștii teleosteeni, precum și multe insecte moderne. Orogeneza Anzilor Cordilieri în America de Sud. Orogneza Cimmerian în Asia. Începe Orogeneza Rangitata în Noua Zeelandă. Se sfârșesc orogenezele din nordul Australiei și din Noul Wales de Sud (c.260–225 milioane de ani în urmă) | ~228                           |
| n/a         | Fanerozoic  | Mezozoic                                 | Triasic | Târziu | Carnian | Pe uscat domină dinozaurii, în oceane ihtiozaurii și nothosaurii, iar în aer pterozaurii. Cynodonții devin mai mici și mai asemănătoare mamiferelor, în timp ce apar primele mamifere și crocodilii. Pe uscat e foarte comună flora dicroidium. Mulți amfibieni temnospondyli. Ammonoidea este extrem de comună. Apar coralii moderni și peștii teleosteeni, precum și multe insecte moderne. Orogeneza Anzilor Cordilieri în America de Sud. Orogneza Cimmerian în Asia. Începe Orogeneza Rangitata în Noua Zeelandă. Se sfârșesc orogenezele din nordul Australiei și din Noul Wales de Sud (c.260–225 milioane de ani în urmă) | ~235*                          |
| n/a         | Fanerozoic  | Mezozoic                                 | Triasic | Mijlociu | Ladinian | Pe uscat domină dinozaurii, în oceane ihtiozaurii și nothosaurii, iar în aer pterozaurii. Cynodonții devin mai mici și mai asemănătoare mamiferelor, în timp ce apar primele mamifere și crocodilii. Pe uscat e foarte comună flora dicroidium. Mulți amfibieni temnospondyli. Ammonoidea este extrem de comună. Apar coralii moderni și peștii teleosteeni, precum și multe insecte moderne. Orogeneza Anzilor Cordilieri în America de Sud. Orogneza Cimmerian în Asia. Începe Orogeneza Rangitata în Noua Zeelandă. Se sfârșesc orogenezele din nordul Australiei și din Noul Wales de Sud (c.260–225 milioane de ani în urmă) | ~242*                          |
| n/a         | Fanerozoic  | Mezozoic                                 | Triasic | Mijlociu | Anisian | Pe uscat domină dinozaurii, în oceane ihtiozaurii și nothosaurii, iar în aer pterozaurii. Cynodonții devin mai mici și mai asemănătoare mamiferelor, în timp ce apar primele mamifere și crocodilii. Pe uscat e foarte comună flora dicroidium. Mulți amfibieni temnospondyli. Ammonoidea este extrem de comună. Apar coralii moderni și peștii teleosteeni, precum și multe insecte moderne. Orogeneza Anzilor Cordilieri în America de Sud. Orogneza Cimmerian în Asia. Începe Orogeneza Rangitata în Noua Zeelandă. Se sfârșesc orogenezele din nordul Australiei și din Noul Wales de Sud (c.260–225 milioane de ani în urmă) | 247.2                          |
| n/a         | Fanerozoic  | Mezozoic                                 | Triasic | Timpuriu | Olenekian | Pe uscat domină dinozaurii, în oceane ihtiozaurii și nothosaurii, iar în aer pterozaurii. Cynodonții devin mai mici și mai asemănătoare mamiferelor, în timp ce apar primele mamifere și crocodilii. Pe uscat e foarte comună flora dicroidium. Mulți amfibieni temnospondyli. Ammonoidea este extrem de comună. Apar coralii moderni și peștii teleosteeni, precum și multe insecte moderne. Orogeneza Anzilor Cordilieri în America de Sud. Orogneza Cimmerian în Asia. Începe Orogeneza Rangitata în Noua Zeelandă. Se sfârșesc orogenezele din nordul Australiei și din Noul Wales de Sud (c.260–225 milioane de ani în urmă) | 251.2                          |
| n/a         | Fanerozoic  | Mezozoic                                 | Triasic | Timpuriu | Induan | Pe uscat domină dinozaurii, în oceane ihtiozaurii și nothosaurii, iar în aer pterozaurii. Cynodonții devin mai mici și mai asemănătoare mamiferelor, în timp ce apar primele mamifere și crocodilii. Pe uscat e foarte comună flora dicroidium. Mulți amfibieni temnospondyli. Ammonoidea este extrem de comună. Apar coralii moderni și peștii teleosteeni, precum și multe insecte moderne. Orogeneza Anzilor Cordilieri în America de Sud. Orogneza Cimmerian în Asia. Începe Orogeneza Rangitata în Noua Zeelandă. Se sfârșesc orogenezele din nordul Australiei și din Noul Wales de Sud (c.260–225 milioane de ani în urmă) | 252.2 ± 0.06*                  |
| n/a         | Fanerozoic  | Paleozoic                                | Permian | Lopingian | Changhsingian | Mase de pământ se unesc în supercontinentul Pangaea, creând Munții Apalași. Sfârșitul glaciațiunii permo-carbonifero. Reptile Synapsida (pelicozaur și therapside) devin abundente, în timp ce parareptilia și amfibienii temnospondyli rămân obișnuiți. În mijlocul Permianului, flora existentă este înlocuită de primele plante de semințe adevărate și primii mușchi. Coleopterele și Dipterele se dezvoltă. Viața marină prosperă în recife calde; brachiopodele productida și spiriferida, bivalvele, foraminiferele și orthoceridele abundă. Are loc Extincția Permian-Triasic acum 251 de milioane de ani, când 95% din viața de pe Pământ dispare, inclusiv toate trilobitele, graptolitele și blastoizii. Orogenezele Ouachita și Innuitian în America de Nord. Se încheie Orogeneza Uraliană în Eururop/Asia. Orogeneza munților Altai în Asia. Începe orogenza pe continentul australian (c. 260-225 milioane de ani în urmă), care va forma munții MacDonnell. | 254.2 ± 0.07*                  |
| n/a         | Fanerozoic  | Paleozoic                                | Permian | Lopingian | Wuchiapingian | Mase de pământ se unesc în supercontinentul Pangaea, creând Munții Apalași. Sfârșitul glaciațiunii permo-carbonifero. Reptile Synapsida (pelicozaur și therapside) devin abundente, în timp ce parareptilia și amfibienii temnospondyli rămân obișnuiți. În mijlocul Permianului, flora existentă este înlocuită de primele plante de semințe adevărate și primii mușchi. Coleopterele și Dipterele se dezvoltă. Viața marină prosperă în recife calde; brachiopodele productida și spiriferida, bivalvele, foraminiferele și orthoceridele abundă. Are loc Extincția Permian-Triasic acum 251 de milioane de ani, când 95% din viața de pe Pământ dispare, inclusiv toate trilobitele, graptolitele și blastoizii. Orogenezele Ouachita și Innuitian în America de Nord. Se încheie Orogeneza Uraliană în Eururop/Asia. Orogeneza munților Altai în Asia. Începe orogenza pe continentul australian (c. 260-225 milioane de ani în urmă), care va forma munții MacDonnell. | 259.9 ± 0.4*                   |
| n/a         | Fanerozoic  | Paleozoic                                | Permian | Guadalupian | Capitanian | Mase de pământ se unesc în supercontinentul Pangaea, creând Munții Apalași. Sfârșitul glaciațiunii permo-carbonifero. Reptile Synapsida (pelicozaur și therapside) devin abundente, în timp ce parareptilia și amfibienii temnospondyli rămân obișnuiți. În mijlocul Permianului, flora existentă este înlocuită de primele plante de semințe adevărate și primii mușchi. Coleopterele și Dipterele se dezvoltă. Viața marină prosperă în recife calde; brachiopodele productida și spiriferida, bivalvele, foraminiferele și orthoceridele abundă. Are loc Extincția Permian-Triasic acum 251 de milioane de ani, când 95% din viața de pe Pământ dispare, inclusiv toate trilobitele, graptolitele și blastoizii. Orogenezele Ouachita și Innuitian în America de Nord. Se încheie Orogeneza Uraliană în Eururop/Asia. Orogeneza munților Altai în Asia. Începe orogenza pe continentul australian (c. 260-225 milioane de ani în urmă), care va forma munții MacDonnell. | 265.1 ± 0.4*                   |
| n/a         | Fanerozoic  | Paleozoic                                | Permian | Guadalupian | Wordian | Mase de pământ se unesc în supercontinentul Pangaea, creând Munții Apalași. Sfârșitul glaciațiunii permo-carbonifero. Reptile Synapsida (pelicozaur și therapside) devin abundente, în timp ce parareptilia și amfibienii temnospondyli rămân obișnuiți. În mijlocul Permianului, flora existentă este înlocuită de primele plante de semințe adevărate și primii mușchi. Coleopterele și Dipterele se dezvoltă. Viața marină prosperă în recife calde; brachiopodele productida și spiriferida, bivalvele, foraminiferele și orthoceridele abundă. Are loc Extincția Permian-Triasic acum 251 de milioane de ani, când 95% din viața de pe Pământ dispare, inclusiv toate trilobitele, graptolitele și blastoizii. Orogenezele Ouachita și Innuitian în America de Nord. Se încheie Orogeneza Uraliană în Eururop/Asia. Orogeneza munților Altai în Asia. Începe orogenza pe continentul australian (c. 260-225 milioane de ani în urmă), care va forma munții MacDonnell. | 268.8 ± 0.5*                   |
| n/a         | Fanerozoic  | Paleozoic                                | Permian | Guadalupian | Roadian | Mase de pământ se unesc în supercontinentul Pangaea, creând Munții Apalași. Sfârșitul glaciațiunii permo-carbonifero. Reptile Synapsida (pelicozaur și therapside) devin abundente, în timp ce parareptilia și amfibienii temnospondyli rămân obișnuiți. În mijlocul Permianului, flora existentă este înlocuită de primele plante de semințe adevărate și primii mușchi. Coleopterele și Dipterele se dezvoltă. Viața marină prosperă în recife calde; brachiopodele productida și spiriferida, bivalvele, foraminiferele și orthoceridele abundă. Are loc Extincția Permian-Triasic acum 251 de milioane de ani, când 95% din viața de pe Pământ dispare, inclusiv toate trilobitele, graptolitele și blastoizii. Orogenezele Ouachita și Innuitian în America de Nord. Se încheie Orogeneza Uraliană în Eururop/Asia. Orogeneza munților Altai în Asia. Începe orogenza pe continentul australian (c. 260-225 milioane de ani în urmă), care va forma munții MacDonnell. | 272.3 ± 0.5*                   |
| n/a         | Fanerozoic  | Paleozoic                                | Permian | Cisuralian | Kungurian | Mase de pământ se unesc în supercontinentul Pangaea, creând Munții Apalași. Sfârșitul glaciațiunii permo-carbonifero. Reptile Synapsida (pelicozaur și therapside) devin abundente, în timp ce parareptilia și amfibienii temnospondyli rămân obișnuiți. În mijlocul Permianului, flora existentă este înlocuită de primele plante de semințe adevărate și primii mușchi. Coleopterele și Dipterele se dezvoltă. Viața marină prosperă în recife calde; brachiopodele productida și spiriferida, bivalvele, foraminiferele și orthoceridele abundă. Are loc Extincția Permian-Triasic acum 251 de milioane de ani, când 95% din viața de pe Pământ dispare, inclusiv toate trilobitele, graptolitele și blastoizii. Orogenezele Ouachita și Innuitian în America de Nord. Se încheie Orogeneza Uraliană în Eururop/Asia. Orogeneza munților Altai în Asia. Începe orogenza pe continentul australian (c. 260-225 milioane de ani în urmă), care va forma munții MacDonnell. | 279.3 ± 0.6                    |
| n/a         | Fanerozoic  | Paleozoic                                | Permian | Cisuralian | Artinskian | Mase de pământ se unesc în supercontinentul Pangaea, creând Munții Apalași. Sfârșitul glaciațiunii permo-carbonifero. Reptile Synapsida (pelicozaur și therapside) devin abundente, în timp ce parareptilia și amfibienii temnospondyli rămân obișnuiți. În mijlocul Permianului, flora existentă este înlocuită de primele plante de semințe adevărate și primii mușchi. Coleopterele și Dipterele se dezvoltă. Viața marină prosperă în recife calde; brachiopodele productida și spiriferida, bivalvele, foraminiferele și orthoceridele abundă. Are loc Extincția Permian-Triasic acum 251 de milioane de ani, când 95% din viața de pe Pământ dispare, inclusiv toate trilobitele, graptolitele și blastoizii. Orogenezele Ouachita și Innuitian în America de Nord. Se încheie Orogeneza Uraliană în Eururop/Asia. Orogeneza munților Altai în Asia. Începe orogenza pe continentul australian (c. 260-225 milioane de ani în urmă), care va forma munții MacDonnell. | 290.1 ± 0.26                   |
| n/a         | Fanerozoic  | Paleozoic                                | Permian | Cisuralian | Sakmarian | Mase de pământ se unesc în supercontinentul Pangaea, creând Munții Apalași. Sfârșitul glaciațiunii permo-carbonifero. Reptile Synapsida (pelicozaur și therapside) devin abundente, în timp ce parareptilia și amfibienii temnospondyli rămân obișnuiți. În mijlocul Permianului, flora existentă este înlocuită de primele plante de semințe adevărate și primii mușchi. Coleopterele și Dipterele se dezvoltă. Viața marină prosperă în recife calde; brachiopodele productida și spiriferida, bivalvele, foraminiferele și orthoceridele abundă. Are loc Extincția Permian-Triasic acum 251 de milioane de ani, când 95% din viața de pe Pământ dispare, inclusiv toate trilobitele, graptolitele și blastoizii. Orogenezele Ouachita și Innuitian în America de Nord. Se încheie Orogeneza Uraliană în Eururop/Asia. Orogeneza munților Altai în Asia. Începe orogenza pe continentul australian (c. 260-225 milioane de ani în urmă), care va forma munții MacDonnell. | 295.5 ± 0.18                   |
| n/a         | Fanerozoic  | Paleozoic                                | Permian | Cisuralian | Asselian | Mase de pământ se unesc în supercontinentul Pangaea, creând Munții Apalași. Sfârșitul glaciațiunii permo-carbonifero. Reptile Synapsida (pelicozaur și therapside) devin abundente, în timp ce parareptilia și amfibienii temnospondyli rămân obișnuiți. În mijlocul Permianului, flora existentă este înlocuită de primele plante de semințe adevărate și primii mușchi. Coleopterele și Dipterele se dezvoltă. Viața marină prosperă în recife calde; brachiopodele productida și spiriferida, bivalvele, foraminiferele și orthoceridele abundă. Are loc Extincția Permian-Triasic acum 251 de milioane de ani, când 95% din viața de pe Pământ dispare, inclusiv toate trilobitele, graptolitele și blastoizii. Orogenezele Ouachita și Innuitian în America de Nord. Se încheie Orogeneza Uraliană în Eururop/Asia. Orogeneza munților Altai în Asia. Începe orogenza pe continentul australian (c. 260-225 milioane de ani în urmă), care va forma munții MacDonnell. | 298.9 ± 0.15*                  |
| n/a         | Fanerozoic  | Paleozoic                                | Carbon- ifer | Pennsylvanian | Gzhelian | Insectele cu aripi se răspândesc brusc; unele (în special Protodonata și Palaeodictyoptera) sunt în număr mare. Diverși amfibieni comuni. Primele reptile și păduri de cărbune (arbori cu tulpini columnare, ferigi, sigillaria, cordaites, etc). Cel mai ridicat nivel de oxigen din atmosferă. Goniatite, brachiopodii, bivalvele și coralii abundă în mări și oceane. Foraminiferele proliferează. Orogeneza Uraliană în Europa și Asia. | 303.7 ± 0.1                    |
| n/a         | Fanerozoic  | Paleozoic                                | Carbon- ifer | Pennsylvanian | Kasimovian | Insectele cu aripi se răspândesc brusc; unele (în special Protodonata și Palaeodictyoptera) sunt în număr mare. Diverși amfibieni comuni. Primele reptile și păduri de cărbune (arbori cu tulpini columnare, ferigi, sigillaria, cordaites, etc). Cel mai ridicat nivel de oxigen din atmosferă. Goniatite, brachiopodii, bivalvele și coralii abundă în mări și oceane. Foraminiferele proliferează. Orogeneza Uraliană în Europa și Asia. | 307 ± 0.1                      |
| n/a         | Fanerozoic  | Paleozoic                                | Carbon- ifer | Pennsylvanian | Moscovian | Insectele cu aripi se răspândesc brusc; unele (în special Protodonata și Palaeodictyoptera) sunt în număr mare. Diverși amfibieni comuni. Primele reptile și păduri de cărbune (arbori cu tulpini columnare, ferigi, sigillaria, cordaites, etc). Cel mai ridicat nivel de oxigen din atmosferă. Goniatite, brachiopodii, bivalvele și coralii abundă în mări și oceane. Foraminiferele proliferează. Orogeneza Uraliană în Europa și Asia. | 315.2 ± 0.2                    |
| n/a         | Fanerozoic  | Paleozoic                                | Carbon- ifer | Pennsylvanian | Bashkirian | Insectele cu aripi se răspândesc brusc; unele (în special Protodonata și Palaeodictyoptera) sunt în număr mare. Diverși amfibieni comuni. Primele reptile și păduri de cărbune (arbori cu tulpini columnare, ferigi, sigillaria, cordaites, etc). Cel mai ridicat nivel de oxigen din atmosferă. Goniatite, brachiopodii, bivalvele și coralii abundă în mări și oceane. Foraminiferele proliferează. Orogeneza Uraliană în Europa și Asia. | 323.2 ± 0.4*                   |
| n/a         | Fanerozoic  | Paleozoic                                | Carbon- ifer | Mississippian | Serpukhovian | Arborii primitivi mari, primele vertebrate de pe uscat, si scorpionii marini amfibieni locuiesc pe mlaștini de coastă formând cărbuni. Rizodontele sunt prădători mari de apă dulce. În oceane, rechinii timpurii sunt comuni și destul de diverși; echinodermele (în special crinoidele și blastoizii) sunt abundente. Coralii, bryozoa, goniatitele și brachiopodii (Productida, Spiriferida, etc.) sunt foarte frecvente, însă trilobitele și nautiloidele scad. Glaciație în Gondwana de Est. Orogeneza Tuhua din Noua Zeelandă se sfârșește. | 330.9 ± 0.2                    |
| n/a         | Fanerozoic  | Paleozoic                                | Carbon- ifer | Mississippian | Viséan | Arborii primitivi mari, primele vertebrate de pe uscat, si scorpionii marini amfibieni locuiesc pe mlaștini de coastă formând cărbuni. Rizodontele sunt prădători mari de apă dulce. În oceane, rechinii timpurii sunt comuni și destul de diverși; echinodermele (în special crinoidele și blastoizii) sunt abundente. Coralii, bryozoa, goniatitele și brachiopodii (Productida, Spiriferida, etc.) sunt foarte frecvente, însă trilobitele și nautiloidele scad. Glaciație în Gondwana de Est. Orogeneza Tuhua din Noua Zeelandă se sfârșește. | 346.7 ± 0.4*                   |
| n/a         | Fanerozoic  | Paleozoic                                | Carbon- ifer | Mississippian | Tournaisian | Arborii primitivi mari, primele vertebrate de pe uscat, si scorpionii marini amfibieni locuiesc pe mlaștini de coastă formând cărbuni. Rizodontele sunt prădători mari de apă dulce. În oceane, rechinii timpurii sunt comuni și destul de diverși; echinodermele (în special crinoidele și blastoizii) sunt abundente. Coralii, bryozoa, goniatitele și brachiopodii (Productida, Spiriferida, etc.) sunt foarte frecvente, însă trilobitele și nautiloidele scad. Glaciație în Gondwana de Est. Orogeneza Tuhua din Noua Zeelandă se sfârșește. | 358.9 ± 0.4*                   |
| n/a         | Fanerozoic  | Paleozoic                                | Devonian | Târziu | Famennian | Apar primele Lycopodiopsida, Equisetatae și ferigi la fel ca și primele plante cu semințe (progimnosperme), primii copaci (Archaeopteris) și primele insecte (fără aripi). Brachiopodii strofomenidici și atripici, coralii rugosi și tabulați, și crinoidele sunt abundente în oceane. Amonoidele sunt abundente, în timp ce apar coleoidele asemănătoare calmarului. Trilobiții și agnatele blindate scad, în timp ce peștii osoși (placodermi, sarcopterigieni, osteichthyes și rechinii timpurii) guvernează mările. Primii amfibieni încă acvatici. Supercontinentul Euramerica. Începutul Orogenezei Arcadiene pentru Munții Atlas din Africa de Nord și Munții Apalași din America de Nord. | 372.2 ± 1.6*                   |
| n/a         | Fanerozoic  | Paleozoic                                | Devonian | Târziu | Frasnian | Apar primele Lycopodiopsida, Equisetatae și ferigi la fel ca și primele plante cu semințe (progimnosperme), primii copaci (Archaeopteris) și primele insecte (fără aripi). Brachiopodii strofomenidici și atripici, coralii rugosi și tabulați, și crinoidele sunt abundente în oceane. Amonoidele sunt abundente, în timp ce apar coleoidele asemănătoare calmarului. Trilobiții și agnatele blindate scad, în timp ce peștii osoși (placodermi, sarcopterigieni, osteichthyes și rechinii timpurii) guvernează mările. Primii amfibieni încă acvatici. Supercontinentul Euramerica. Începutul Orogenezei Arcadiene pentru Munții Atlas din Africa de Nord și Munții Apalași din America de Nord. | 382.7 ± 1.6*                   |
| n/a         | Fanerozoic  | Paleozoic                                | Devonian | Mijlociu | Givetian | Apar primele Lycopodiopsida, Equisetatae și ferigi la fel ca și primele plante cu semințe (progimnosperme), primii copaci (Archaeopteris) și primele insecte (fără aripi). Brachiopodii strofomenidici și atripici, coralii rugosi și tabulați, și crinoidele sunt abundente în oceane. Amonoidele sunt abundente, în timp ce apar coleoidele asemănătoare calmarului. Trilobiții și agnatele blindate scad, în timp ce peștii osoși (placodermi, sarcopterigieni, osteichthyes și rechinii timpurii) guvernează mările. Primii amfibieni încă acvatici. Supercontinentul Euramerica. Începutul Orogenezei Arcadiene pentru Munții Atlas din Africa de Nord și Munții Apalași din America de Nord. | 387.7 ± 0.8*                   |
| n/a         | Fanerozoic  | Paleozoic                                | Devonian | Mijlociu | Eifelian | Apar primele Lycopodiopsida, Equisetatae și ferigi la fel ca și primele plante cu semințe (progimnosperme), primii copaci (Archaeopteris) și primele insecte (fără aripi). Brachiopodii strofomenidici și atripici, coralii rugosi și tabulați, și crinoidele sunt abundente în oceane. Amonoidele sunt abundente, în timp ce apar coleoidele asemănătoare calmarului. Trilobiții și agnatele blindate scad, în timp ce peștii osoși (placodermi, sarcopterigieni, osteichthyes și rechinii timpurii) guvernează mările. Primii amfibieni încă acvatici. Supercontinentul Euramerica. Începutul Orogenezei Arcadiene pentru Munții Atlas din Africa de Nord și Munții Apalași din America de Nord. | 393.3 ± 1.2*                   |
| n/a         | Fanerozoic  | Paleozoic                                | Devonian | Timpuriu | Emsian | Apar primele Lycopodiopsida, Equisetatae și ferigi la fel ca și primele plante cu semințe (progimnosperme), primii copaci (Archaeopteris) și primele insecte (fără aripi). Brachiopodii strofomenidici și atripici, coralii rugosi și tabulați, și crinoidele sunt abundente în oceane. Amonoidele sunt abundente, în timp ce apar coleoidele asemănătoare calmarului. Trilobiții și agnatele blindate scad, în timp ce peștii osoși (placodermi, sarcopterigieni, osteichthyes și rechinii timpurii) guvernează mările. Primii amfibieni încă acvatici. Supercontinentul Euramerica. Începutul Orogenezei Arcadiene pentru Munții Atlas din Africa de Nord și Munții Apalași din America de Nord. | 407.6 ± 2.6*                   |
| n/a         | Fanerozoic  | Paleozoic                                | Devonian | Timpuriu | Pragian | Apar primele Lycopodiopsida, Equisetatae și ferigi la fel ca și primele plante cu semințe (progimnosperme), primii copaci (Archaeopteris) și primele insecte (fără aripi). Brachiopodii strofomenidici și atripici, coralii rugosi și tabulați, și crinoidele sunt abundente în oceane. Amonoidele sunt abundente, în timp ce apar coleoidele asemănătoare calmarului. Trilobiții și agnatele blindate scad, în timp ce peștii osoși (placodermi, sarcopterigieni, osteichthyes și rechinii timpurii) guvernează mările. Primii amfibieni încă acvatici. Supercontinentul Euramerica. Începutul Orogenezei Arcadiene pentru Munții Atlas din Africa de Nord și Munții Apalași din America de Nord. | 410.8 ± 2.8*                   |
| n/a         | Fanerozoic  | Paleozoic                                | Devonian | Timpuriu | Lochkovian | Apar primele Lycopodiopsida, Equisetatae și ferigi la fel ca și primele plante cu semințe (progimnosperme), primii copaci (Archaeopteris) și primele insecte (fără aripi). Brachiopodii strofomenidici și atripici, coralii rugosi și tabulați, și crinoidele sunt abundente în oceane. Amonoidele sunt abundente, în timp ce apar coleoidele asemănătoare calmarului. Trilobiții și agnatele blindate scad, în timp ce peștii osoși (placodermi, sarcopterigieni, osteichthyes și rechinii timpurii) guvernează mările. Primii amfibieni încă acvatici. Supercontinentul Euramerica. Începutul Orogenezei Arcadiene pentru Munții Atlas din Africa de Nord și Munții Apalași din America de Nord. | 419.2 ± 3.2*                   |
| n/a         | Fanerozoic  | Paleozoic                                | Silurian | Pridoli | Pridoli | Primele plante vasculare (riniofitele și rudele lor), primele diplopode și arthropleuride pe uscat. Primii pești cu maxilar, precum și mulți pești cu solzi populează mările. Scorpionii de mare ating dimensiuni mari. Coralii, brachiopodii (pentamerida, rhynchonellida, etc.) și crinoidele sunt abundente. Trilobiți și moluște diverse; graptolitii nu sunt la fel de variați. Începutul Orogenezei Caledoniene pentru dealurile din Anglia, Irlanda, Țara Galilor, Scoția și Munții Scandinavi. | 423 ± 2.3*                     |
| n/a         | Fanerozoic  | Paleozoic                                | Silurian | Ludlow | Ludfordian | Primele plante vasculare (riniofitele și rudele lor), primele diplopode și arthropleuride pe uscat. Primii pești cu maxilar, precum și mulți pești cu solzi populează mările. Scorpionii de mare ating dimensiuni mari. Coralii, brachiopodii (pentamerida, rhynchonellida, etc.) și crinoidele sunt abundente. Trilobiți și moluște diverse; graptolitii nu sunt la fel de variați. Începutul Orogenezei Caledoniene pentru dealurile din Anglia, Irlanda, Țara Galilor, Scoția și Munții Scandinavi. | 425.6 ± 0.9*                   |
| n/a         | Fanerozoic  | Paleozoic                                | Silurian | Ludlow | Gorstian | Primele plante vasculare (riniofitele și rudele lor), primele diplopode și arthropleuride pe uscat. Primii pești cu maxilar, precum și mulți pești cu solzi populează mările. Scorpionii de mare ating dimensiuni mari. Coralii, brachiopodii (pentamerida, rhynchonellida, etc.) și crinoidele sunt abundente. Trilobiți și moluște diverse; graptolitii nu sunt la fel de variați. Începutul Orogenezei Caledoniene pentru dealurile din Anglia, Irlanda, Țara Galilor, Scoția și Munții Scandinavi. | 427.4 ± 0.5*                   |
| n/a         | Fanerozoic  | Paleozoic                                | Silurian | Wenlock | Homerian | Primele plante vasculare (riniofitele și rudele lor), primele diplopode și arthropleuride pe uscat. Primii pești cu maxilar, precum și mulți pești cu solzi populează mările. Scorpionii de mare ating dimensiuni mari. Coralii, brachiopodii (pentamerida, rhynchonellida, etc.) și crinoidele sunt abundente. Trilobiți și moluște diverse; graptolitii nu sunt la fel de variați. Începutul Orogenezei Caledoniene pentru dealurile din Anglia, Irlanda, Țara Galilor, Scoția și Munții Scandinavi. | 430.5 ± 0.7*                   |
| n/a         | Fanerozoic  | Paleozoic                                | Silurian | Wenlock | Sheinwoodian | Primele plante vasculare (riniofitele și rudele lor), primele diplopode și arthropleuride pe uscat. Primii pești cu maxilar, precum și mulți pești cu solzi populează mările. Scorpionii de mare ating dimensiuni mari. Coralii, brachiopodii (pentamerida, rhynchonellida, etc.) și crinoidele sunt abundente. Trilobiți și moluște diverse; graptolitii nu sunt la fel de variați. Începutul Orogenezei Caledoniene pentru dealurile din Anglia, Irlanda, Țara Galilor, Scoția și Munții Scandinavi. | 433.4 ± 0.8*                   |
| n/a         | Fanerozoic  | Paleozoic                                | Silurian | Llandovery | Telychian | Primele plante vasculare (riniofitele și rudele lor), primele diplopode și arthropleuride pe uscat. Primii pești cu maxilar, precum și mulți pești cu solzi populează mările. Scorpionii de mare ating dimensiuni mari. Coralii, brachiopodii (pentamerida, rhynchonellida, etc.) și crinoidele sunt abundente. Trilobiți și moluște diverse; graptolitii nu sunt la fel de variați. Începutul Orogenezei Caledoniene pentru dealurile din Anglia, Irlanda, Țara Galilor, Scoția și Munții Scandinavi. | 438.5 ± 1.1*                   |
| n/a         | Fanerozoic  | Paleozoic                                | Silurian | Llandovery | Aeronian | Primele plante vasculare (riniofitele și rudele lor), primele diplopode și arthropleuride pe uscat. Primii pești cu maxilar, precum și mulți pești cu solzi populează mările. Scorpionii de mare ating dimensiuni mari. Coralii, brachiopodii (pentamerida, rhynchonellida, etc.) și crinoidele sunt abundente. Trilobiți și moluște diverse; graptolitii nu sunt la fel de variați. Începutul Orogenezei Caledoniene pentru dealurile din Anglia, Irlanda, Țara Galilor, Scoția și Munții Scandinavi. | 440.8 ± 1.2*                   |
| n/a         | Fanerozoic  | Paleozoic                                | Silurian | Llandovery | Rhuddanian | Primele plante vasculare (riniofitele și rudele lor), primele diplopode și arthropleuride pe uscat. Primii pești cu maxilar, precum și mulți pești cu solzi populează mările. Scorpionii de mare ating dimensiuni mari. Coralii, brachiopodii (pentamerida, rhynchonellida, etc.) și crinoidele sunt abundente. Trilobiți și moluște diverse; graptolitii nu sunt la fel de variați. Începutul Orogenezei Caledoniene pentru dealurile din Anglia, Irlanda, Țara Galilor, Scoția și Munții Scandinavi. | 443.4 ± 1.5*                   |
| n/a         | Fanerozoic  | Paleozoic                                | Ordovician | Târziu | Hirnantian | Nevertebratele se diversifică în numeroase tipuri noi (de exemplu, cefalopode lungi cu coajă lemnoasă). Corali timpurii, brachiopode articulate (Orthida, Strophomenida etc.), bivalve, nautiloide, trilobite, ostracoduri, bryozoa, multe tipuri de echinoderme (crinoide, cistoide, stelute etc.), graptolite ramificate. Apar condonturi (vertebrate planctonice timpurii). Primele plante verzi și ciuperci pe uscat. Epocă de gheață la sfârșitul perioadei. | 445.2 ± 1.4*                   |
| n/a         | Fanerozoic  | Paleozoic                                | Ordovician | Târziu | Katian | Nevertebratele se diversifică în numeroase tipuri noi (de exemplu, cefalopode lungi cu coajă lemnoasă). Corali timpurii, brachiopode articulate (Orthida, Strophomenida etc.), bivalve, nautiloide, trilobite, ostracoduri, bryozoa, multe tipuri de echinoderme (crinoide, cistoide, stelute etc.), graptolite ramificate. Apar condonturi (vertebrate planctonice timpurii). Primele plante verzi și ciuperci pe uscat. Epocă de gheață la sfârșitul perioadei. | 453 ± 0.7*                     |
| n/a         | Fanerozoic  | Paleozoic                                | Ordovician | Târziu | Sandbian | Nevertebratele se diversifică în numeroase tipuri noi (de exemplu, cefalopode lungi cu coajă lemnoasă). Corali timpurii, brachiopode articulate (Orthida, Strophomenida etc.), bivalve, nautiloide, trilobite, ostracoduri, bryozoa, multe tipuri de echinoderme (crinoide, cistoide, stelute etc.), graptolite ramificate. Apar condonturi (vertebrate planctonice timpurii). Primele plante verzi și ciuperci pe uscat. Epocă de gheață la sfârșitul perioadei. | 458.4 ± 0.9*                   |
| n/a         | Fanerozoic  | Paleozoic                                | Ordovician | Mijlociu | Darriwilian | Nevertebratele se diversifică în numeroase tipuri noi (de exemplu, cefalopode lungi cu coajă lemnoasă). Corali timpurii, brachiopode articulate (Orthida, Strophomenida etc.), bivalve, nautiloide, trilobite, ostracoduri, bryozoa, multe tipuri de echinoderme (crinoide, cistoide, stelute etc.), graptolite ramificate. Apar condonturi (vertebrate planctonice timpurii). Primele plante verzi și ciuperci pe uscat. Epocă de gheață la sfârșitul perioadei. | 467.3 ± 1.1*                   |
| n/a         | Fanerozoic  | Paleozoic                                | Ordovician | Mijlociu | Dapingian | Nevertebratele se diversifică în numeroase tipuri noi (de exemplu, cefalopode lungi cu coajă lemnoasă). Corali timpurii, brachiopode articulate (Orthida, Strophomenida etc.), bivalve, nautiloide, trilobite, ostracoduri, bryozoa, multe tipuri de echinoderme (crinoide, cistoide, stelute etc.), graptolite ramificate. Apar condonturi (vertebrate planctonice timpurii). Primele plante verzi și ciuperci pe uscat. Epocă de gheață la sfârșitul perioadei. | 470 ± 1.4*                     |
| n/a         | Fanerozoic  | Paleozoic                                | Ordovician | Early | Floian | Nevertebratele se diversifică în numeroase tipuri noi (de exemplu, cefalopode lungi cu coajă lemnoasă). Corali timpurii, brachiopode articulate (Orthida, Strophomenida etc.), bivalve, nautiloide, trilobite, ostracoduri, bryozoa, multe tipuri de echinoderme (crinoide, cistoide, stelute etc.), graptolite ramificate. Apar condonturi (vertebrate planctonice timpurii). Primele plante verzi și ciuperci pe uscat. Epocă de gheață la sfârșitul perioadei. | 477.7 ± 1.4*                   |
| n/a         | Fanerozoic  | Paleozoic                                | Ordovician | Early | Tremadocian | Nevertebratele se diversifică în numeroase tipuri noi (de exemplu, cefalopode lungi cu coajă lemnoasă). Corali timpurii, brachiopode articulate (Orthida, Strophomenida etc.), bivalve, nautiloide, trilobite, ostracoduri, bryozoa, multe tipuri de echinoderme (crinoide, cistoide, stelute etc.), graptolite ramificate. Apar condonturi (vertebrate planctonice timpurii). Primele plante verzi și ciuperci pe uscat. Epocă de gheață la sfârșitul perioadei. | 485.4 ± 1.9*                   |
| n/a         | Fanerozoic  | Paleozoic                                | Cambrian | Furongian | Stage 10 | Diversificarea majoră a vieții în Explozia Cambriană. Apar primele cordate. Archaeocyatha abundă, apoi dispare. Trilobiți, viermi priapulidici, bureți, brachiopodi inarticulați și numeroase alte animale. Anomalocaridele sunt predători giganți în timp ce multe faune Ediacaran mor. Procariotele, protistele (ex. foraminifera), fungi și alge continuă până în ziua de astăzi. Apare supercontinentul Gondwana. Se sfârșește Orogeneza Petermann în Australia (cu 550–535 milioane de ani în urmă). Orogeneza Ross în Antarctica. Nivelul de CO2 din atmosferă este de aproximativ 15 ori mai mare decât nivelul prezent (Holocen), 6000 ppmv comparativ cu 400 ppmv de astăzi. | ~489.5                         |
| n/a         | Fanerozoic  | Paleozoic                                | Cambrian | Furongian | Jiangshanian | Diversificarea majoră a vieții în Explozia Cambriană. Apar primele cordate. Archaeocyatha abundă, apoi dispare. Trilobiți, viermi priapulidici, bureți, brachiopodi inarticulați și numeroase alte animale. Anomalocaridele sunt predători giganți în timp ce multe faune Ediacaran mor. Procariotele, protistele (ex. foraminifera), fungi și alge continuă până în ziua de astăzi. Apare supercontinentul Gondwana. Se sfârșește Orogeneza Petermann în Australia (cu 550–535 milioane de ani în urmă). Orogeneza Ross în Antarctica. Nivelul de CO2 din atmosferă este de aproximativ 15 ori mai mare decât nivelul prezent (Holocen), 6000 ppmv comparativ cu 400 ppmv de astăzi. | ~494*                          |
| n/a         | Fanerozoic  | Paleozoic                                | Cambrian | Furongian | Paibian | Diversificarea majoră a vieții în Explozia Cambriană. Apar primele cordate. Archaeocyatha abundă, apoi dispare. Trilobiți, viermi priapulidici, bureți, brachiopodi inarticulați și numeroase alte animale. Anomalocaridele sunt predători giganți în timp ce multe faune Ediacaran mor. Procariotele, protistele (ex. foraminifera), fungi și alge continuă până în ziua de astăzi. Apare supercontinentul Gondwana. Se sfârșește Orogeneza Petermann în Australia (cu 550–535 milioane de ani în urmă). Orogeneza Ross în Antarctica. Nivelul de CO2 din atmosferă este de aproximativ 15 ori mai mare decât nivelul prezent (Holocen), 6000 ppmv comparativ cu 400 ppmv de astăzi. | ~497*                          |
| n/a         | Fanerozoic  | Paleozoic                                | Cambrian | Series 3 | Guzhangian | Diversificarea majoră a vieții în Explozia Cambriană. Apar primele cordate. Archaeocyatha abundă, apoi dispare. Trilobiți, viermi priapulidici, bureți, brachiopodi inarticulați și numeroase alte animale. Anomalocaridele sunt predători giganți în timp ce multe faune Ediacaran mor. Procariotele, protistele (ex. foraminifera), fungi și alge continuă până în ziua de astăzi. Apare supercontinentul Gondwana. Se sfârșește Orogeneza Petermann în Australia (cu 550–535 milioane de ani în urmă). Orogeneza Ross în Antarctica. Nivelul de CO2 din atmosferă este de aproximativ 15 ori mai mare decât nivelul prezent (Holocen), 6000 ppmv comparativ cu 400 ppmv de astăzi. | ~500.5*                        |
| n/a         | Fanerozoic  | Paleozoic                                | Cambrian | Series 3 | Drumian | Diversificarea majoră a vieții în Explozia Cambriană. Apar primele cordate. Archaeocyatha abundă, apoi dispare. Trilobiți, viermi priapulidici, bureți, brachiopodi inarticulați și numeroase alte animale. Anomalocaridele sunt predători giganți în timp ce multe faune Ediacaran mor. Procariotele, protistele (ex. foraminifera), fungi și alge continuă până în ziua de astăzi. Apare supercontinentul Gondwana. Se sfârșește Orogeneza Petermann în Australia (cu 550–535 milioane de ani în urmă). Orogeneza Ross în Antarctica. Nivelul de CO2 din atmosferă este de aproximativ 15 ori mai mare decât nivelul prezent (Holocen), 6000 ppmv comparativ cu 400 ppmv de astăzi. | ~504.5*                        |
| n/a         | Fanerozoic  | Paleozoic                                | Cambrian | Series 3 | Stadiu 5 | Diversificarea majoră a vieții în Explozia Cambriană. Apar primele cordate. Archaeocyatha abundă, apoi dispare. Trilobiți, viermi priapulidici, bureți, brachiopodi inarticulați și numeroase alte animale. Anomalocaridele sunt predători giganți în timp ce multe faune Ediacaran mor. Procariotele, protistele (ex. foraminifera), fungi și alge continuă până în ziua de astăzi. Apare supercontinentul Gondwana. Se sfârșește Orogeneza Petermann în Australia (cu 550–535 milioane de ani în urmă). Orogeneza Ross în Antarctica. Nivelul de CO2 din atmosferă este de aproximativ 15 ori mai mare decât nivelul prezent (Holocen), 6000 ppmv comparativ cu 400 ppmv de astăzi. | ~509                           |
| n/a         | Fanerozoic  | Paleozoic                                | Cambrian | Series 2 | Stadiu 4 | Diversificarea majoră a vieții în Explozia Cambriană. Apar primele cordate. Archaeocyatha abundă, apoi dispare. Trilobiți, viermi priapulidici, bureți, brachiopodi inarticulați și numeroase alte animale. Anomalocaridele sunt predători giganți în timp ce multe faune Ediacaran mor. Procariotele, protistele (ex. foraminifera), fungi și alge continuă până în ziua de astăzi. Apare supercontinentul Gondwana. Se sfârșește Orogeneza Petermann în Australia (cu 550–535 milioane de ani în urmă). Orogeneza Ross în Antarctica. Nivelul de CO2 din atmosferă este de aproximativ 15 ori mai mare decât nivelul prezent (Holocen), 6000 ppmv comparativ cu 400 ppmv de astăzi. | ~514                           |
| n/a         | Fanerozoic  | Paleozoic                                | Cambrian | Series 2 | Stadiu 3 | Diversificarea majoră a vieții în Explozia Cambriană. Apar primele cordate. Archaeocyatha abundă, apoi dispare. Trilobiți, viermi priapulidici, bureți, brachiopodi inarticulați și numeroase alte animale. Anomalocaridele sunt predători giganți în timp ce multe faune Ediacaran mor. Procariotele, protistele (ex. foraminifera), fungi și alge continuă până în ziua de astăzi. Apare supercontinentul Gondwana. Se sfârșește Orogeneza Petermann în Australia (cu 550–535 milioane de ani în urmă). Orogeneza Ross în Antarctica. Nivelul de CO2 din atmosferă este de aproximativ 15 ori mai mare decât nivelul prezent (Holocen), 6000 ppmv comparativ cu 400 ppmv de astăzi. | ~521                           |
| n/a         | Fanerozoic  | Paleozoic                                | Cambrian | Terreneuvian | Stadiu 2 | Diversificarea majoră a vieții în Explozia Cambriană. Apar primele cordate. Archaeocyatha abundă, apoi dispare. Trilobiți, viermi priapulidici, bureți, brachiopodi inarticulați și numeroase alte animale. Anomalocaridele sunt predători giganți în timp ce multe faune Ediacaran mor. Procariotele, protistele (ex. foraminifera), fungi și alge continuă până în ziua de astăzi. Apare supercontinentul Gondwana. Se sfârșește Orogeneza Petermann în Australia (cu 550–535 milioane de ani în urmă). Orogeneza Ross în Antarctica. Nivelul de CO2 din atmosferă este de aproximativ 15 ori mai mare decât nivelul prezent (Holocen), 6000 ppmv comparativ cu 400 ppmv de astăzi. | ~529                           |
| n/a         | Fanerozoic  | Paleozoic                                | Cambrian | Terreneuvian | Fortunian | Diversificarea majoră a vieții în Explozia Cambriană. Apar primele cordate. Archaeocyatha abundă, apoi dispare. Trilobiți, viermi priapulidici, bureți, brachiopodi inarticulați și numeroase alte animale. Anomalocaridele sunt predători giganți în timp ce multe faune Ediacaran mor. Procariotele, protistele (ex. foraminifera), fungi și alge continuă până în ziua de astăzi. Apare supercontinentul Gondwana. Se sfârșește Orogeneza Petermann în Australia (cu 550–535 milioane de ani în urmă). Orogeneza Ross în Antarctica. Nivelul de CO2 din atmosferă este de aproximativ 15 ori mai mare decât nivelul prezent (Holocen), 6000 ppmv comparativ cu 400 ppmv de astăzi. | ~541 ± 1.0*                    |
| Precambrian | Proterozoic | Neoproterozoic                           | Ediacaran | Fosile ale primelor animale cu mai multe celule. Fauna din Ediacaran prosperă în întreaga lume în mări. Urme de fosile ale unor posibili viermi ca Trichophycus, etc. Primii bureți și trilobitomorfe. Forme enigmatice includ numeroase creaturi moi-geluite, în formă de saci sau discuri (cum ar fi Dickinsonia). Orogeneza Taconic în America de Nord. Orogeneza Aravalli în subcontinentul indian. Începutul Orogenezei Petermann în continentul australian. Orogeneza Beardmore în Antarctica, cu 633-620 milioane de ani în urmă. | Fosile ale primelor animale cu mai multe celule. Fauna din Ediacaran prosperă în întreaga lume în mări. Urme de fosile ale unor posibili viermi ca Trichophycus, etc. Primii bureți și trilobitomorfe. Forme enigmatice includ numeroase creaturi moi-geluite, în formă de saci sau discuri (cum ar fi Dickinsonia). Orogeneza Taconic în America de Nord. Orogeneza Aravalli în subcontinentul indian. Începutul Orogenezei Petermann în continentul australian. Orogeneza Beardmore în Antarctica, cu 633-620 milioane de ani în urmă. | Fosile ale primelor animale cu mai multe celule. Fauna din Ediacaran prosperă în întreaga lume în mări. Urme de fosile ale unor posibili viermi ca Trichophycus, etc. Primii bureți și trilobitomorfe. Forme enigmatice includ numeroase creaturi moi-geluite, în formă de saci sau discuri (cum ar fi Dickinsonia). Orogeneza Taconic în America de Nord. Orogeneza Aravalli în subcontinentul indian. Începutul Orogenezei Petermann în continentul australian. Orogeneza Beardmore în Antarctica, cu 633-620 milioane de ani în urmă. | ~635*                          |
| Precambrian | Proterozoic | Neoproterozoic                           | Criogenian | Posibila perioadă "Pământ de zăpadă". Fosilele sunt încă rare. Supercontinentul Rodinia începe să se despartă. | Posibila perioadă "Pământ de zăpadă". Fosilele sunt încă rare. Supercontinentul Rodinia începe să se despartă. | Posibila perioadă "Pământ de zăpadă". Fosilele sunt încă rare. Supercontinentul Rodinia începe să se despartă. | ~850                           |
| Precambrian | Proterozoic | Neoproterozoic                           | Tonian | Supercontinentul Rodinia persistă. Se termină Orogeneza Sveconorwegian. Urme de fosile de eucariote. Orogeneza Grenville în America de Nord. Orogeneza Pan-African în Africa. Orogeneza Nimrod în Antarctica (acum 1.000 ± 150 milioane de ani în urmă) | Supercontinentul Rodinia persistă. Se termină Orogeneza Sveconorwegian. Urme de fosile de eucariote. Orogeneza Grenville în America de Nord. Orogeneza Pan-African în Africa. Orogeneza Nimrod în Antarctica (acum 1.000 ± 150 milioane de ani în urmă) | Supercontinentul Rodinia persistă. Se termină Orogeneza Sveconorwegian. Urme de fosile de eucariote. Orogeneza Grenville în America de Nord. Orogeneza Pan-African în Africa. Orogeneza Nimrod în Antarctica (acum 1.000 ± 150 milioane de ani în urmă) | 1000                           |
| Precambrian | Proterozoic | Mesoproterozoic                          | Stenian | Formarea supercontinentului Rodinia. Începe Orogeneza Sveconorwegian. | Formarea supercontinentului Rodinia. Începe Orogeneza Sveconorwegian. | Formarea supercontinentului Rodinia. Începe Orogeneza Sveconorwegian. | 1200                           |
| Precambrian | Proterozoic | Mesoproterozoic                          | Ectasian | Acoperirea platformelor continuă să se extindă. Colonii de alge verzi în mări. Orogeneza Grenville în America de Nord. | Acoperirea platformelor continuă să se extindă. Colonii de alge verzi în mări. Orogeneza Grenville în America de Nord. | Acoperirea platformelor continuă să se extindă. Colonii de alge verzi în mări. Orogeneza Grenville în America de Nord. | 1400                           |
| Precambrian | Proterozoic | Mesoproterozoic                          | Calymmian | Platforma se extinde. Orogeneza Barramundi, Bazinul McArthur, Australia de Nord și Orogeneza Isan, c.1600 milioane de ani în urmă, Queensland | Platforma se extinde. Orogeneza Barramundi, Bazinul McArthur, Australia de Nord și Orogeneza Isan, c.1600 milioane de ani în urmă, Queensland | Platforma se extinde. Orogeneza Barramundi, Bazinul McArthur, Australia de Nord și Orogeneza Isan, c.1600 milioane de ani în urmă, Queensland | 1600                           |
| Precambrian | Proterozoic | Paleoproterozoic                         | Statherian | Primele eucariote. Supercontinentul Columbia este supercontinentul primordial. Orogeneza Kimban pe continentul australian se încheie. Orogeneza Mangaroon (1.680–1.620 milione de ani în urmă) în vestul Australiei. Orogeneza Kararan (1.600 milione de ani în urmă) în sudul Australiei. | Primele eucariote. Supercontinentul Columbia este supercontinentul primordial. Orogeneza Kimban pe continentul australian se încheie. Orogeneza Mangaroon (1.680–1.620 milione de ani în urmă) în vestul Australiei. Orogeneza Kararan (1.600 milione de ani în urmă) în sudul Australiei. | Primele eucariote. Supercontinentul Columbia este supercontinentul primordial. Orogeneza Kimban pe continentul australian se încheie. Orogeneza Mangaroon (1.680–1.620 milione de ani în urmă) în vestul Australiei. Orogeneza Kararan (1.600 milione de ani în urmă) în sudul Australiei. | 1800                           |
| Precambrian | Proterozoic | Paleoproterozoic                         | Orosirian | Atmosfera devine oxigenată. Impacte cu asteroizi (craterul Vredefort și bazinul Sudbury). Multe orogeneze. | Atmosfera devine oxigenată. Impacte cu asteroizi (craterul Vredefort și bazinul Sudbury). Multe orogeneze. | Atmosfera devine oxigenată. Impacte cu asteroizi (craterul Vredefort și bazinul Sudbury). Multe orogeneze. | 2050                           |
| Precambrian | Proterozoic | Paleoproterozoic                         | Rhyacian | Se formează complexul Bushveld. Glaciațiunea Huroniană. | Se formează complexul Bushveld. Glaciațiunea Huroniană. | Se formează complexul Bushveld. Glaciațiunea Huroniană. | 2300                           |
| Precambrian | Proterozoic | Paleoproterozoic                         | Siderian | Catastrofa oxigenului: se formează benzile din fier. Orogeneza Sleaford pe continentul Australia, 2.440–2.420 milione de ani în urmă. | Catastrofa oxigenului: se formează benzile din fier. Orogeneza Sleaford pe continentul Australia, 2.440–2.420 milione de ani în urmă. | Catastrofa oxigenului: se formează benzile din fier. Orogeneza Sleaford pe continentul Australia, 2.440–2.420 milione de ani în urmă. | 2500                           |
| Precambrian | Archean     | Neoarchean                               | Stabilizarea celor mai noi cratoane. Orogeneza Insell 2.650 ± 150 milioane de ani în urmă. | Stabilizarea celor mai noi cratoane. Orogeneza Insell 2.650 ± 150 milioane de ani în urmă. | Stabilizarea celor mai noi cratoane. Orogeneza Insell 2.650 ± 150 milioane de ani în urmă. | Stabilizarea celor mai noi cratoane. Orogeneza Insell 2.650 ± 150 milioane de ani în urmă. | 2800                           |
| Precambrian | Archean     | Mesoarchean                              | Primii stromatoliți (probabil colonii de cianobacterii). Cele mai vechi macrofosile. Orogeneza Humboldt în Antarctica. | Primii stromatoliți (probabil colonii de cianobacterii). Cele mai vechi macrofosile. Orogeneza Humboldt în Antarctica. | Primii stromatoliți (probabil colonii de cianobacterii). Cele mai vechi macrofosile. Orogeneza Humboldt în Antarctica. | Primii stromatoliți (probabil colonii de cianobacterii). Cele mai vechi macrofosile. Orogeneza Humboldt în Antarctica. | 3200                           |
| Precambrian | Archean     | Paleoarchean                             | Primele bacterii cunoscute ca producătoare de oxigen. Cele mai vechi microfosile definitive. Cei mai vechi cratoni de pe Pământ s-au format în această perioadă. Orogeneza Rayner în Antarctica. | Primele bacterii cunoscute ca producătoare de oxigen. Cele mai vechi microfosile definitive. Cei mai vechi cratoni de pe Pământ s-au format în această perioadă. Orogeneza Rayner în Antarctica. | Primele bacterii cunoscute ca producătoare de oxigen. Cele mai vechi microfosile definitive. Cei mai vechi cratoni de pe Pământ s-au format în această perioadă. Orogeneza Rayner în Antarctica. | Primele bacterii cunoscute ca producătoare de oxigen. Cele mai vechi microfosile definitive. Cei mai vechi cratoni de pe Pământ s-au format în această perioadă. Orogeneza Rayner în Antarctica. | 3600                           |
| Precambrian | Archean     | Eoarchean                                | Forme de viață simple unicelulare (probabil bacteria și archaea). Cele mai vechi microfosile probabile. Primele forme de viață și moleculele de ARN cu auto-replicare se dezvoltă cu 4.000 de milioane de ani în urmă, după ce se termină Marele bombardament târziu pe Pământ. Orogeneză în Antarctica, 4.000 ± 200 milioane de ani în urmă.                                                | Forme de viață simple unicelulare (probabil bacteria și archaea). Cele mai vechi microfosile probabile. Primele forme de viață și moleculele de ARN cu auto-replicare se dezvoltă cu 4.000 de milioane de ani în urmă, după ce se termină Marele bombardament târziu pe Pământ. Orogeneză în Antarctica, 4.000 ± 200 milioane de ani în urmă. | Forme de viață simple unicelulare (probabil bacteria și archaea). Cele mai vechi microfosile probabile. Primele forme de viață și moleculele de ARN cu auto-replicare se dezvoltă cu 4.000 de milioane de ani în urmă, după ce se termină Marele bombardament târziu pe Pământ. Orogeneză în Antarctica, 4.000 ± 200 milioane de ani în urmă. | Forme de viață simple unicelulare (probabil bacteria și archaea). Cele mai vechi microfosile probabile. Primele forme de viață și moleculele de ARN cu auto-replicare se dezvoltă cu 4.000 de milioane de ani în urmă, după ce se termină Marele bombardament târziu pe Pământ. Orogeneză în Antarctica, 4.000 ± 200 milioane de ani în urmă. | ~4000                          |
| Precambrian | Hadean      | Imbrian Timpuriu (Neohadean) (neoficial) | Indicii de fotosinteză indirectă (de exemplu, kerogen) în viața primordială. Această eră se suprapune cu începutul Marelui bombardament târziu al sistemului solar interior, produs probabil de migrația planetară a lui Neptun în centura Kuiper ca rezultat al rezonanțelor orbitale dintre Jupiter și Saturn. Cea mai veche rocă cunoscută (4.031 până la 3.580 milioane de ani în urmă). | Indicii de fotosinteză indirectă (de exemplu, kerogen) în viața primordială. Această eră se suprapune cu începutul Marelui bombardament târziu al sistemului solar interior, produs probabil de migrația planetară a lui Neptun în centura Kuiper ca rezultat al rezonanțelor orbitale dintre Jupiter și Saturn. Cea mai veche rocă cunoscută (4.031 până la 3.580 milioane de ani în urmă). | Indicii de fotosinteză indirectă (de exemplu, kerogen) în viața primordială. Această eră se suprapune cu începutul Marelui bombardament târziu al sistemului solar interior, produs probabil de migrația planetară a lui Neptun în centura Kuiper ca rezultat al rezonanțelor orbitale dintre Jupiter și Saturn. Cea mai veche rocă cunoscută (4.031 până la 3.580 milioane de ani în urmă). | Indicii de fotosinteză indirectă (de exemplu, kerogen) în viața primordială. Această eră se suprapune cu începutul Marelui bombardament târziu al sistemului solar interior, produs probabil de migrația planetară a lui Neptun în centura Kuiper ca rezultat al rezonanțelor orbitale dintre Jupiter și Saturn. Cea mai veche rocă cunoscută (4.031 până la 3.580 milioane de ani în urmă). | 4130                           |
| Precambrian | Hadean      | Nectarian (Mesohadean) (neoficial)       | Prima apariție posibilă a tectonicii plăcilor. Această unitate își are originea numelui din calendarul geologic lunar atunci când Bazinul Nectaris și alte bazine lunare mai mari se formează prin evenimente mari de impact. Cea mai timpurie dovadă a vieții bazată pe cantități neobișnuit de mari de izotopi ușori de carbon, un semn obișnuit al vieții.                                | Prima apariție posibilă a tectonicii plăcilor. Această unitate își are originea numelui din calendarul geologic lunar atunci când Bazinul Nectaris și alte bazine lunare mai mari se formează prin evenimente mari de impact. Cea mai timpurie dovadă a vieții bazată pe cantități neobișnuit de mari de izotopi ușori de carbon, un semn obișnuit al vieții. | Prima apariție posibilă a tectonicii plăcilor. Această unitate își are originea numelui din calendarul geologic lunar atunci când Bazinul Nectaris și alte bazine lunare mai mari se formează prin evenimente mari de impact. Cea mai timpurie dovadă a vieții bazată pe cantități neobișnuit de mari de izotopi ușori de carbon, un semn obișnuit al vieții. | Prima apariție posibilă a tectonicii plăcilor. Această unitate își are originea numelui din calendarul geologic lunar atunci când Bazinul Nectaris și alte bazine lunare mai mari se formează prin evenimente mari de impact. Cea mai timpurie dovadă a vieții bazată pe cantități neobișnuit de mari de izotopi ușori de carbon, un semn obișnuit al vieții. | 4280                           |
| Precambrian | Hadean      | Basin Groups (Paleohadean) (neoficial)   | Sfârșitul fazei de bombardament timpuriu. Cele mai vechi minerale cunoscute (zircon, 4.404 ± 8 milioane de ani în urmă). Asteroizii și cometele aduc apă pe Pământ. | Sfârșitul fazei de bombardament timpuriu. Cele mai vechi minerale cunoscute (zircon, 4.404 ± 8 milioane de ani în urmă). Asteroizii și cometele aduc apă pe Pământ. | Sfârșitul fazei de bombardament timpuriu. Cele mai vechi minerale cunoscute (zircon, 4.404 ± 8 milioane de ani în urmă). Asteroizii și cometele aduc apă pe Pământ. | Sfârșitul fazei de bombardament timpuriu. Cele mai vechi minerale cunoscute (zircon, 4.404 ± 8 milioane de ani în urmă). Asteroizii și cometele aduc apă pe Pământ. | 4533                           |
| Precambrian | Hadean      | Cryptic (Eohadean) (neoficial)           | Formarea Lunii (4.533-4.527 milioane de ani în urmă), probabil în urma unui impact imens la sfârșitul acestei ere. Formarea Pământului (4.570-4.567,17 milioane de ani în urmă), începe faza bombardamentului timpuriu. Formarea Soarelui (4.680-4.630 milioane de ani în urmă) | Formarea Lunii (4.533-4.527 milioane de ani în urmă), probabil în urma unui impact imens la sfârșitul acestei ere. Formarea Pământului (4.570-4.567,17 milioane de ani în urmă), începe faza bombardamentului timpuriu. Formarea Soarelui (4.680-4.630 milioane de ani în urmă) | Formarea Lunii (4.533-4.527 milioane de ani în urmă), probabil în urma unui impact imens la sfârșitul acestei ere. Formarea Pământului (4.570-4.567,17 milioane de ani în urmă), începe faza bombardamentului timpuriu. Formarea Soarelui (4.680-4.630 milioane de ani în urmă) | Formarea Lunii (4.533-4.527 milioane de ani în urmă), probabil în urma unui impact imens la sfârșitul acestei ere. Formarea Pământului (4.570-4.567,17 milioane de ani în urmă), începe faza bombardamentului timpuriu. Formarea Soarelui (4.680-4.630 milioane de ani în urmă) | 4567.17                        |